# Schengenregelverket
Schengenregelverket är ett regelverk inom unionsrätten som reglerar Schengensamarbetet. Det skapades ursprungligen i form av Schengenavtalet, Schengenkonventionen och ett antal andra mellanstatliga protokoll och avtal, men införlivades genom Amsterdamfördraget inom Europeiska unionens ramar och är sedan den 1 maj 1999 en integrerad del av unionens regelverk. Stora delar av det införlivade Schengenregelverket har sedan dess ersatts eller utvecklats genom rättsakter, såsom förordningar och direktiv.
Schengenregelverket reglerar alltifrån avskaffandet av de inre gränskontrollerna och förstärkandet av de yttre gränskontrollerna till villkoren för tredjelandsmedborgares rörelsefrihet inom Schengenområdet och det förstärkta polissamarbetet och straffrättsliga samarbetet. Sedan regelverket blev en del av unionsrätten måste varje bestämmelse, i enlighet med principen om tilldelade befogenheter, ha en rättslig grund i unionens fördrag.
Schengenregelverket är fullt bindande för alla unionens medlemsstater, utom Irland, som åtnjuter en särskild undantagsklausul gällande Schengensamarbetet och endast omfattas av vissa delar av regelverket. Därutöver omfattas även Island, Liechtenstein, Norge och Schweiz av regelverket genom särskilda associeringsavtal. Varje ny medlemsstat som ansluter sig till unionen måste godta regelverket fullt ut; delar av regelverket, däribland bestämmelserna om avskaffandet av gränskontrollerna vid de inre gränserna, blir dock tillämpliga först efter att vissa tekniska kriterier har uppfyllts. Cypern väntar fortfarande på beslut av Europeiska unionens råd om fullständig tillämpning av bestämmelserna i Schengenregelverket för att kunna ansluta sig till Schengenområdet. I övriga deltagande medlemsstater är regelverket redan fullt tillämpligt. Tillämpningen av regelverket kontrolleras genom en särskild utvärderings- och övervakningsmekanism.

## Historia
Schengenregelverket skapades ursprungligen genom Schengenavtalet, som undertecknades den 14 juni 1985 av företrädare för Belgien, Frankrike, Luxemburg, Nederländerna och Västtyskland på fartyget Princess Marie-Astrid på floden Mosel i närheten av orten Schengen i Luxemburg. Syftet med avtalet var att gradvis förenkla och till slut avskaffa gränskontrollerna vid de gemensamma gränserna. Eftersom framför allt Storbritannien motsatte sig ett sådant samarbete inom ramen för Europeiska gemenskaperna genomfördes det istället genom ett separat mellanstatligt avtal.
Schengenavtalet följdes den 19 juni 1990 av Schengenkonventionen, som innehöll mer detaljerade bestämmelser om avskaffandet av gränskontrollerna vid de inre gränserna och diverse kompensatoriska åtgärder för att förhindra negativa effekter, såsom gränsöverskridande brottslighet, till följd av de avskaffade gränskontrollerna. Flera andra medlemsstater i Europeiska gemenskaperna och sedermera Europeiska unionen anslöt sig till Schengenavtalet och Schengenkonventionen under 1990-talet genom protokoll och avtal om anslutning; Italien den 27 november 1990, Portugal och Spanien den 26 juni 1991, Grekland den 6 november 1992, Österrike den 28 april 1995, samt Danmark, Finland och Sverige den 19 december 1996. Genom ett beslut av Verkställande kommittén blev Schengenkonventionen fullt tillämplig i de ursprungliga medlemsstaterna samt Portugal och Spanien den 26 mars 1995. Därmed avskaffades de inre gränskontrollerna mellan dessa länder och Schengenområdet upprättades. Övriga länder anslöt sig till Schengenområdet de påföljande åren fram till den 25 mars 2001, då Schengenkonventionen slutligen blev fullt tillämplig för de nordiska länderna.
Genom Amsterdamfördraget, som trädde i kraft den 1 maj 1999, införlivades Schengenregelverket inom Europeiska unionens ramar och blev en integrerad del av unionens regelverk. Irland och Storbritannien, som tidigare hade motsatt sig ett sådant samarbete inom unionen, tilläts att stå utanför hela eller delar av Schengensamarbetet genom särskilda undantagsklausuler. Som en del av unionsrätten kunde övriga medlemsstater använda sig av unionens institutionella ramverk för att fortsätta utveckla samarbetet. Stora delar av det införlivade Schengenregelverket har sedan dess ersatts eller utvecklats genom rättsakter, såsom förordningar och direktiv.

## Rättslig grund
Schengenregelverket skapades ursprungligen som ett mellanstatligt regelverk och var bindande för Schengenländerna som internationell rätt. Genom införlivandet inom Europeiska unionens ramar blev regelverket en del av unionsrätten och istället bindande för Schengenländerna genom unionens fördrag. Införlivandet reglerades genom ett särskilt protokoll – Schengenprotokollet – som fogades till Amsterdamfördraget och som trädde i kraft den 1 maj 1999. Enligt protokollet skulle Europeiska unionens råd, i enlighet med principen om tilldelade befogenheter, fastställa den rättsliga grunden för varje del av det införlivade Schengenregelverket i unionens fördrag. Införlivandet komplicerades av den dåvarande pelarstrukturen eftersom Schengenregelverket grundade sig på bestämmelser både i den överstatliga första pelaren, Europeiska gemenskaperna, och i den mellanstatliga tredje pelaren, polissamarbete och straffrättsligt samarbete. Fastställandet av den rättsliga grunden för varje del av regelverket var avgörande för att bestämma vilka rättsliga bestämmelser som skulle gälla, i synnerhet vad gällde EG-domstolens befogenheter. Rådet fastställde det införlivade Schengenregelverket och dess rättsliga grund den 20 maj 1999; fram till dess hade alla införlivade akter sin rättsliga grund i den tredje pelaren. Hela det införlivade Schengenregelverket, utom vissa delar som inte längre ansågs relevanta efter införlivandet samt vissa bestämmelser som klassificerats som konfidentiella, offentliggjordes i Europeiska gemenskapernas officiella tidning den 22 september 2000.
Sedan införlivandet har Schengenregelverket till stora delar ersatts eller utvecklats genom rättsakter, såsom förordningar och direktiv. Dessa antas i enlighet med de bestämmelser som finns i unionens fördrag. Genom Lissabonfördraget avskaffades pelarstrukturen. Den rättsliga grunden för rättsakter som utvecklar Schengenregelverket varierar beroende på akternas innehåll. För rättsakter som rör gränskontroller och inresevillkor utgör artikel 77 i fördraget om Europeiska unionens funktionssätt den huvudsakliga rättsliga grunden:
| ”                                                                    | 1. Unionen ska utforma en politik med syftet att a) säkerställa att det inte förekommer någon kontroll av personer, oavsett deras medborgarskap, när de passerar de inre gränserna, b) säkerställa kontroll av personer och en effektiv övervakning i fråga om passage av de yttre gränserna, c) stegvis införa ett integrerat system för förvaltning av de yttre gränserna. 2. Vid tillämpning av punkt 1 ska Europaparlamentet och rådet i enlighet med det ordinarie lagstiftningsförfarandet besluta om åtgärder om a) den gemensamma politiken för viseringar och andra uppehållstillstånd för kortare tid, b) kontroll av de personer som passerar de yttre gränserna, c) villkoren för att medborgare i tredjeländer ska få resa fritt inom unionen under en kortare tid, d) alla nödvändiga åtgärder för att stegvis upprätta ett integrerat system för förvaltning av de yttre gränserna, e) slopad kontroll av personer, oavsett deras medborgarskap, när de passerar de inre gränserna. 3. Om en åtgärd från unionens sida är nödvändig för att underlätta utövandet av den rätt som avses i artikel 20.2 a, och om inte befogenheter för detta ändamål föreskrivs i fördragen, får rådet i enlighet med ett särskilt lagstiftningsförfarande anta bestämmelser om pass, identitetskort, bevis om uppehållstillstånd eller andra jämförbara dokument. Rådet ska besluta med enhällighet efter att ha hört Europaparlamentet. 4. Denna artikel ska inte påverka medlemsstaternas befogenheter att fastställa sina geografiska gränser i enlighet med internationell rätt. | „ |
| – Artikel 77 i EUF-fördraget efter Lissabonfördragets ikraftträdande | |   |

Även artikel 79 om den gemensamma invandringspolitiken ligger till grund för vissa rättsakter inom Schengenregelverket, såsom återvändandedirektivet. Vissa delar av Schengenregelverket, till exempel delar av Schengens informationssystem, grundar sig istället på bestämmelserna om polissamarbete och straffrättsligt samarbete i fördragen. Schengenregelverkets bestämmelser om vapen och narkotika utgör däremot en del av harmoniseringslagstiftningen för den inre marknaden.

## Beståndsdelar
Schengenregelverket består av historiska skäl av två delar. Den första delen utgörs av de mellanstatliga avtal som antogs innan Schengenregelverket införlivades inom Europeiska unionens ramar den 1 maj 1999. Detta innefattar bland annat Schengenavtalet och Schengenkonventionen. Den andra delen utgörs av de rättsakter som antagits av unionens institutioner sedan införlivandet och som ersätter eller utvecklar det införlivade regelverket.

### Införlivade Schengenregelverket
Det införlivade Schengenregelverket är den del av Schengenregelverket som ursprungligen antogs i form av mellanstatliga avtal, men som införlivades inom Europeiska unionens ramar genom Amsterdamfördraget den 1 maj 1999. Denna del av regelverket innefattar
- Schengenavtalet
- Schengenkonventionen
- Protokoll och avtal om anslutning till Schengenavtalet och Schengenkonventionen för Italien, Portugal och Spanien, Grekland, Österrike, samt Danmark, Finland och Sverige
- Beslut och förklaringar antagna av Verkställande kommittén före den 1 maj 1999
- Beslut antagna av Centralgruppen före den 1 maj 1999

#### Schengenavtalet

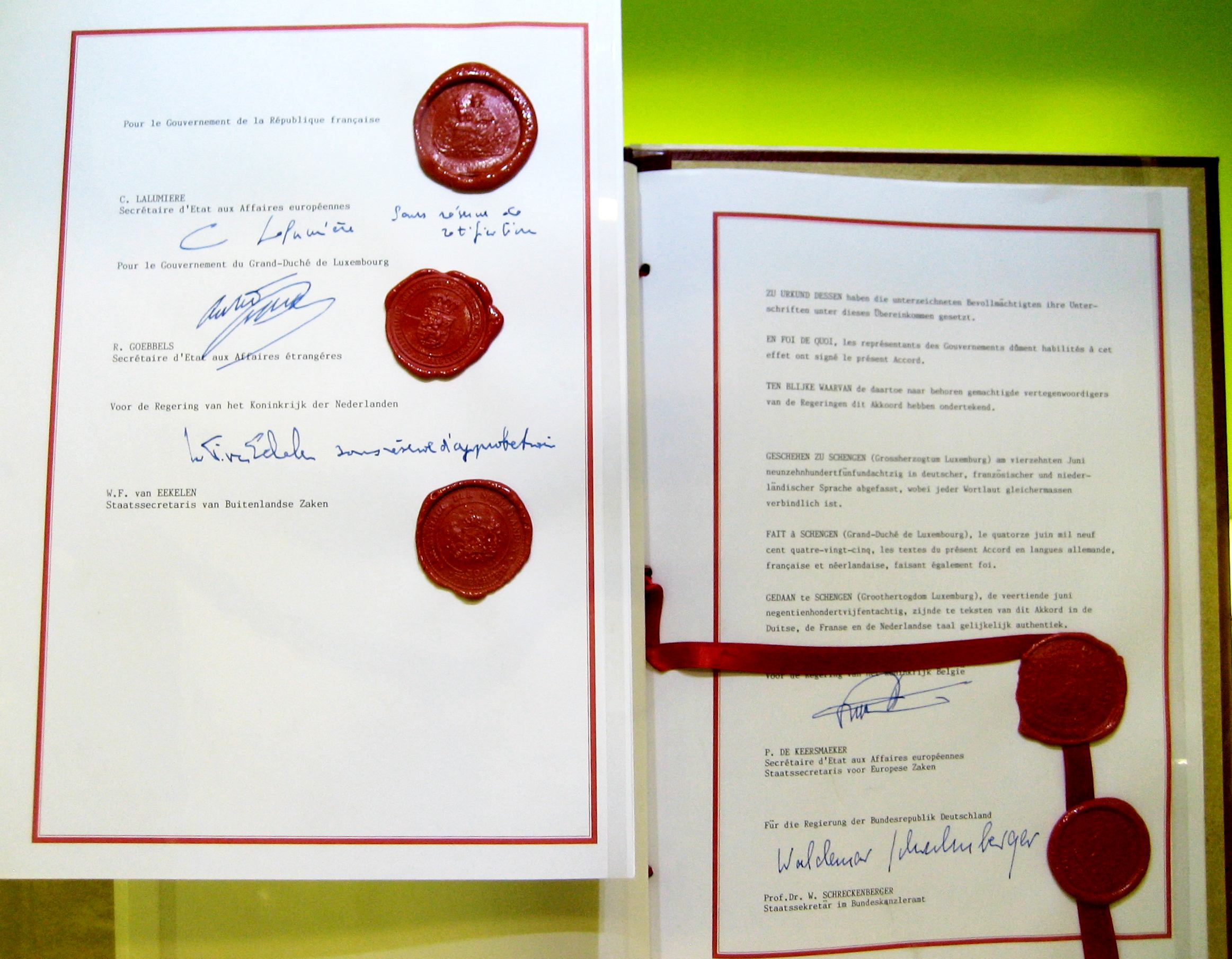
Schengenavtalet från 1985

Schengenavtalet undertecknades av företrädare för Belgien, Frankrike, Luxemburg, Nederländerna och Västtyskland den 14 juni 1985. Avtalet började tillämpas interimistiskt från och med den 15 juni 1985 och trädde i kraft den 2 mars 1986, trettio dagar efter att det sista ratifikationsinstrumentet hade deponerats hos Luxemburgs regering.
Syftet med avtalet var att fastställa övergripande åtgärder som Schengenländerna skulle vidta på kort respektive lång sikt för att slutligen kunna avskaffa sina gränskontroller vid de inre gränserna. På kort sikt skulle medlemsstaterna bland annat förenkla och lätta på sina gränskontroller vid de inre gränserna, påbörja harmoniseringen av sin viseringspolitik samt stärka samarbetet mellan sina tull- och polismyndigheter. Regelbundna sammanträden mellan de ansvariga myndigheterna inleddes. Från och med den 1 juli 1985 skulle medlemsstaterna upphöra med vissa typer av kontroller vid de gemensamma gränserna; kontroller av körtid och viloperioder för yrkesmässig trafik, kontroller av vikten och dimensionerna hos yrkesfordon samt kontroller av fordons tekniska skick. De föreskrivna åtgärderna på kort sikt skulle börja tillämpas senast den 1 januari 1986.
På längre sikt skulle medlemsstaterna söka att avskaffa sina gränskontroller vid de inre gränserna och överföra dessa till de yttre gränserna. För att uppnå detta skulle medlemsstaterna harmonisera sin viseringspolitik samt annan lagstiftning vad gällde förbud och begränsningar som låg till grund för kontrollerna. Detta gällde framför allt lagstiftning kring narkotika, skjutvapen och sprängämnen samt den anmälan som utlänningar måste göra vid hotell. De föreskrivna åtgärderna på lång sikt var från början tänkta att börja tillämpas senast den 1 januari 1990, men försenades i flera omgångar. Genom Schengenkonventionen lades grunden för tillämpningen av Schengenavtalet. Efter att konventionen blev fullt tillämplig den 26 mars 1995 spelade Schengenavtalet i stort sett ut sin roll, men avtalet är fortfarande i kraft och fastställer det övergripande syftet med Schengensamarbetet.

#### Schengenkonventionen
För att förverkliga avskaffandet av gränskontrollerna vid de inre gränserna och genomföra de övergripande bestämmelserna i Schengenavtalet undertecknades Schengenkonventionen den 19 juni 1990. Konventionen var från början tänkt att träda i kraft den 1 januari 1993, men detta försenades till den 1 september 1993. Den fullständiga tillämpningen av konventionen och det slutliga avskaffandet av gränskontrollerna vid de inre gränserna försenades till följd av problem med driftstarten av Schengens informationssystem, som sågs som en nödvändighet för ett område utan inre gränser. I december 1994 fattade Verkställande kommittén slutligen beslutet om att konventionen skulle bli fullt tillämplig den 26 mars 1995, vilket innebar att Schengenområdet förverkligades.
Schengenkonventionen innehöll ursprungligen en mängd olika bestämmelser för att möjliggöra avskaffandet av gränskontrollerna vid de inre gränserna, däribland bestämmelser om inresevillkor vid de yttre gränserna, viseringspolitik, villkor för utlänningars rörelsefrihet, ansvarighet i samband med behandling av asylansökan, polissamarbete och straffrättsligt samarbete, narkotika, skjutvapen och ammunition samt inrättandet av Schengens informationssystem. Dessutom inrättades Verkställande kommittén som ett gemensamt organ för att anta ytterligare bestämmelser för tillämpningen av Schengenkonventionen.
Redan innan införlivandet av Schengenregelverket inom Europeiska unionens ramar ersattes Schengenkonventionens bestämmelser om ansvarighet i samband med behandling av asylansökan av Dublinkonventionen, som trädde i kraft den 1 september 1997. Sedan införlivandet har större delen av de resterande delarna av Schengenkonventionen ändrats eller ersatts av rättsakter. Schengenkodexen innehåller till exempel numera bestämmelserna om passage av de inre och yttre gränserna för personer. På samma sätt har bestämmelserna om den gemensamma viseringspolitiken samlats i olika rättsakter, framför allt viseringskodexen, och bestämmelserna om återvändande ersatts av återvändandedirektivet.
Schengenkonventionen reglerar dock fortfarande bland annat villkoren för tredjelandsmedborgares rörelsefrihet inom Schengenområdet (dessa föreslogs ersättas av ett direktiv under 2001, men förslaget antogs aldrig), transportöransvar samt delar av det förstärkta polissamarbetet och straffrättsliga samarbetet.

#### Protokoll och avtal om anslutning
Enligt Schengenkonventionen kunde varje medlemsstat inom Europeiska gemenskaperna bli part i konventionen. Avtal om anslutning till Schengenkonventionen samt protokoll om anslutning till Schengenavtalet ingicks med Italien den 27 november 1990, Portugal och Spanien den 25 juni 1991, Grekland den 6 november 1992, Österrike den 28 april 1995, samt Danmark, Finland och Sverige den 19 december 1996. Därmed hade alla medlemsstater inom gemenskaperna, utom Irland och Storbritannien, tillträtt Schengenregelverket vid tidpunkten då det införlivades inom Europeiska unionens ramar den 1 maj 1999.
Genom beslut av Verkställande kommittén blev Schengenkonventionen fullt tillämplig i de ursprungliga Schengenländerna samt Portugal och Spanien den 26 mars 1995, Italien den 26 oktober 1997 och Österrike den 1 december 1997. Övriga medlemsstater anslöt sig till Schengenområdet efter Schengenregelverkets införlivande inom unionens ramar.

#### Beslut av Verkställande kommittén och Centralgruppen
Utöver de mellanstatliga avtalen ingick även 99 beslut och 37 icke-bindande förklaringar av Verkställande kommittén samt 5 beslut av Centralgruppen i Schengenregelverket vid dess införlivande inom Europeiska unionens ramar. Av dessa ansågs 40 beslut och 33 förklaringar av Verkställande kommittén samt 3 beslut av Centralgruppen vara överflödiga vid tidpunkten för införlivandet och därför inte kräva någon rättslig grund i unionens fördrag. Verkställande kommitténs uppgifter övertogs av Europeiska unionens råd vid införlivandet av Schengenregelverket inom unionens ramar. En del av Verkställande kommitténs beslut har senare ersatts genom rättsakter, såsom förordningar och direktiv.

### Rättsakter som utvecklat Schengenregelverket
Sedan Schengenregelverket införlivades inom Europeiska unionens ramar har en mängd rättsakter, såsom förordningar och direktiv, som ersätter eller utvecklar delar av regelverket antagits. Även dessa rättsakter utgör en integrerad del av Schengenregelverket. Beroende på en rättsakts rättsliga grund kan förfarandet för dess antagande variera, men normalt antas lagstiftningsakter som utvecklar Schengenregelverket av Europaparlamentet och Europeiska unionens råd på förslag av Europeiska kommissionen i enlighet med det ordinarie lagstiftningsförfarandet.

#### Beslut om anslutning och associering
Europeiska unionens råd har sedan införlivandet av Schengenregelverket inom unionens ramar fattat ett antal beslut om tillämpningen av regelverket i de medlemsstaterna som vid tidpunkten för införlivandet fortfarande inte ingick i Schengenområdet. I enlighet med beslut av rådet blev Schengenregelverket fullt tillämpligt i Grekland den 1 januari 2000, och i de nordiska länderna den 25 mars 2001. Inför tillämpningen av Schengenregelverket i Island och Norge ingick rådet ett särskilt associeringsavtal med dessa länder. Rådet har även fattat ett beslut om tillämpningen av Schengenregelverket i Estland, Lettland, Litauen, Malta, Polen, Slovakien, Slovenien, Tjeckien och Ungern, i Bulgarien och Rumänien, samt i Kroatien. Rådet har fattat liknande beslut om Irlands och Storbritanniens deltagande i vissa delar av Schengensamarbetet, samt Cyperns tillämpning av vissa delar av regelverket. Rådet har även fattat beslut om tillämpningen av Schengenregelverket i Schweiz och Liechtenstein, med vilka särskilda associeringsavtal också har ingåtts.

#### Schengenkodexen
Schengenkodexen är en europeisk förordning som reglerar passage av de inre och yttre gränserna för personer. Vid sitt ikraftträdande ersatte Schengenkodexen betydande delar av Schengenkonventionen och utgör sedan dess en central del av Schengenregelverket. Den utfärdades ursprungligen av Europaparlamentet och Europeiska unionens råd den 15 mars 2006 och trädde i kraft den 13 oktober 2006. En kodifiering av Schengenkodexen antogs under 2016. Därutöver har Schengenkodexen ändrats flera gånger, bland annat med hänsyn till reformer av Frontex samt inrättandet av in- och utresesystemet och Europeiska systemet för reseuppgifter och resetillstånd. Under 2024 ändrades Schengenkodexen också med hänsyn till covid-19-pandemin och i syfte att reformera bestämmelserna om tillfälliga inre gränskontroller.
Schengenkodexen fastställer en rad bestämmelser om avskaffandet av alla gränskontroller vid de inre gränserna, förstärkandet av gränskontrollerna vid de yttre gränserna samt möjligheten för medlemsstaterna att införa tillfälliga inre gränskontroller. Förordningen påverkar inte den fria rörligheten för personer; genomförandet av denna rättighet regleras istället av rörlighetsdirektivet, som inte utgör en del av Schengenregelverket.

#### Viseringskodexen och andra rättsakter rörande den gemensamma viseringspolitiken
Den gemensamma viseringspolitiken, som utgör en viktig del av Schengensamarbetet, regleras genom ett antal olika rättsakter. Viseringskodexen fastställer bland annat förfaranden och villkor för utfärdande av visum. Därutöver finns två europeiska förordningar som reglerar dels utformningen av visumhandlingar, dels vilka tredjelandsmedborgare som omfattas av visumkrav respektive visumfrihet vid resa till Schengenområdet. Dessa två förordningar grundar sig på bestämmelser som antogs innan Schengenregelverkets införlivande inom Europeiska unionens ramar, men är rättsakter som har samband med Schengenregelverket.

#### Rättsakter rörande Schengens informationssystem
Även Schengens informationssystem (SIS) regleras av ett antal olika förordningar. På grund av de olika rättsliga grunderna för de olika delarna av SIS regleras användningen av SIS på områdena in- och utresekontroller, polissamarbete och straffrättsligt samarbete respektive återvändande av tre olika förordningar.

#### Andra rättsakter
Schengenregelverket inkluderar även andra rättsakter, däribland en förordning som reglerar en särskild utvärderings- och övervakningsmekanism för regelverket. Till skillnad från större delen av övriga delar av Schengenregelverket är denna förordning antagen av enbart Europeiska unionens råd och grundar sig på ett särskilt förfarande enligt artikel 70 i fördraget om Europeiska unionens funktionssätt.
Schengenregelverket innefattar även ett antal rättsakter som förvisso antogs inom Europeiska unionen innan införlivandet av Schengenregelverket, men som har samband med Schengenregelverket på grund av att de reglerar frågor som faller inom Schengenregelverkets materiella tillämpningsområde. Till exempel ersatte vapendirektivet större delen av Schengenregelverkets bestämmelser om lagstiftning kring skjutvapen och räknas därför som en rättsakt med samband till Schengenregelverket. På liknande sätt har vissa rättsakter rörande visumkrav och visumfrihet, visumhandlingar och uppehållstillstånd för tredjelandsmedborgare ansetts vara rättsakter som har samband med Schengenregelverket, trots att de antagits eller utvecklar rättsakter som antagits innan Schengenregelverket införlivande inom Europeiska unionen. Vissa andra rättsakter – till exempel Dublinkonventionen och rambeslutet om europeiska arresteringsordern – har förvisso ersatt delar av Schengenkonventionen, men har trots det inte ansetts utgöra rättsakter med samband till Schengenregelverket då de har innehållit helt nya materiella beståndsdelar.

## Territoriellt tillämpningsområde
|  | Medlemsstater som tillämpar Schengenregelverket fullt ut |

|  | Andra länder som tillämpar regelverket fullt ut genom associeringsavtal |

|  | Medlemsstater som är fullt bundna av regelverket, men som än så länge endast tillämpar vissa delar av det |

|  | Medlemsstater som endast är bundna av vissa delar av Schengenregelverket |

Som en del av unionsrätten är Schengenregelverket som huvudregel fullt bindande för alla unionens medlemsstater. Varje ny medlemsstat som ansluter sig till unionen måste godta regelverket fullt ut; delar av regelverket, däribland bestämmelserna om avskaffandet av gränskontrollerna vid de inre gränserna, blir dock tillämpliga först efter att vissa tekniska kriterier har uppfyllts. Cypern väntar fortfarande på beslut av Europeiska unionens råd om fullständig tillämpning av bestämmelserna i Schengenregelverket för att kunna ansluta sig till Schengenområdet. I övriga deltagande medlemsstater är regelverket redan fullt tillämpligt. Därutöver omfattas även Island, Liechtenstein, Norge och Schweiz av regelverket genom särskilda associeringsavtal.
Som en avvikelse från ovannämnda huvudregel omfattas Danmark och Irland av särskilda undantagsklausuler gällande Schengensamarbetet. Danmark omfattas förvisso av Schengensamarbetet, men inte som unionsrätt, utan som internationell rätt vad gäller de delar av Schengenregelverket som rör området med frihet, säkerhet och rättvisa. Danmark måste därför varje gång en ny rättsakt antas inom Schengensamarbetet och som rör området med frihet, säkerhet och rättvisa meddela övriga medlemsstater inom sex månader om akten kommer att bli tillämplig i Danmark. I så fall blir den bindande som internationell rätt, och inte som unionsrätt. Om den danska regeringen inte skulle godta en ny rättsakt, måste Danmark och övriga Schengenområdet ”överväga vilka lämpliga åtgärder som ska vidtas”. Denna undantagsklausul gäller dock inte vissa delar av den gemensamma viseringspolitiken (den enhetliga utformningen av visumhandlingar och den gemensamma förteckningen över tredjeländer vars medborgare behöver visum vid kortare vistelse i unionen), som är bindande för Danmark som unionsrätt. Den danska regeringen deltar inte i antagandet av rättsakter som utvecklar Schengenregelverket och som inte är bindande för eller tillämpliga på Danmark som unionsrätt.
Irland står helt utanför Schengenområdet och den irländska regeringen deltar inte i antagandet av rättsakter som utvecklar Schengenregelverket och som inte är bindande för eller tillämpliga på Irland. Anledningen är att Irland ingår i den gemensamma resezonen tillsammans med Storbritannien. Enligt Schengenprotokollet har landet dock möjlighet att begära att få tillämpa hela eller delar av Schengenregelverket. För att värna regelverkets integritet och enhetlighet måste en ansökan om deltagande i delar av Schengenregelverket godkännas av Europeiska unionens råd med enhällighet bland de medlemsstater som är bundna av regelverket. Irland begärde i början av 2000-talet att få delta i vissa delar av Schengensamarbetet. Rådet antog ett beslut den 28 februari 2002 om Irlands deltagande i vissa bestämmelser i Schengenregelverket, som därmed blev bindande för landet. Det dröjde dock till 2020 innan rådet antog ett beslut om tillämpningen av dessa bestämmelser i Irland. Enligt besluten deltar Irland i vissa delar som rör bland annat polissamarbete och straffrättsligt samarbete, men däremot inte i avskaffandet av gränskontrollerna vid de inre gränserna. Irland står därför fortsatt utanför Schengenområdet. Den irländska regeringen har dock möjlighet att när som helst begära att Irland ska få delta i övriga delar av Schengensamarbetet. I så fall börjar de normala bestämmelserna i fördragen att gälla efter ett enhälligt beslut i rådet bland Schengenländerna och Irlands företrädare.

### Tillämpligheten för olika delar av Schengenregelverket per medlemsstat
Nedan visas tillämpligheten för de olika delarna av Schengenregelverket för Schengenområdet respektive de medlemsstater som inte tillämpar Schengenregelverket fullt ut. Endast grundakter anges. Följande rättsakter finns inte angivna:
- Ändringsakter, delegerade akter och genomförandeakter; sådana rättsakter har i regel samma tillämplighetsområde som de respektive underliggande grundakterna.
- Beslut som endast rör tillämplighet eller upphävande av en annan rättsakt.
- Internationella avtal mellan Europeiska unionen och tredjeländer i frågor som rör Schengenregelverket samt beslut av rådet i frågor som rör sådana internationella avtal, däribland beslut om bemyndigande att inleda förhandlingar om ett avtal, beslut om undertecknande och om provisorisk tillämpning av ett avtal samt beslut om ingående av ett avtal.
- Beslut av Verkställande kommittén och Centralgruppen som vid tidpunkten för Schengenregelverkets införlivande inom Europeiska unionens ramar ansågs vara överflödiga av Europeiska unionens råd, till exempel för att de hade ersatts av andra rättsakter inom unionsrätten.[74]
- Icke-bindande rättsakter, till exempel rekommendationer och förklaringar.

| Rättsakt som är rättsligt bindande och fullt tillämplig | Rättsakt som är rättsligt bindande och fullt tillämplig               | Rättsakt som är rättsligt bindande och fullt tillämplig | Rättsakt som är rättsligt bindande men ännu ej fullt tillämplig | Rättsakt som är rättsligt bindande men ännu ej fullt tillämplig | Rättsakt som är rättsligt bindande men ännu ej fullt tillämplig | Rättsakt som varit fullt tillämplig men som numera är överflödig | Rättsakt som varit fullt tillämplig men som numera är överflödig                                                                            | Rättsakt som varit fullt tillämplig men som numera är överflödig | Rättsakt som upphävts | Rättsakt som upphävts                                                                               | Rättsakt som upphävts | Rättsakt som varken varit rättsligt bindande eller fullt tillämplig | Rättsakt som varken varit rättsligt bindande eller fullt tillämplig | Rättsakt som varken varit rättsligt bindande eller fullt tillämplig |
|                                                         | Datum då rättsakten blev bindande Datum då rättsakten blev tillämplig |                                                         |                                                                 | Datum då rättsakten blev bindande                               |                                                                 |                                                                  | Datum då rättsakten blev bindande Datum då rättsakten blev tillämplig Datum då rättsakten blev överflödig (exakt datum okänt om ej angivet) |                                                                  |                       | Datum då rättsakten blev bindande Datum då rättsakten blev tillämplig Datum då rättsakten upphävdes |                       |                                                                     |                                                                     |                                                                     |

Rättsakter som endast har samband med Schengenregelverket eller som utvecklar en bestämmelse som endast har samband med Schengenregelverket anges i kursivt.
| Del av Schengenregelverket som är bindande för eller tillämplig i... | Schengen- området | Cypern | Irland |
| -------------------------------------------------------------------- | ----------------- | ------ | ------ |

| Avtal mellan regeringarna i Beneluxstaterna, Förbundsrepubliken Tyskland och Franska republiken om det gradvisa avskaffandet av kontroller vid de gemensamma gränserna av den 14 juni 1985 (Schengenavtalet)                                                    | 1986-03-02 1985-06-15 | [ 14 ] [ 14 ] | 2004-05-01 | [ 76 ] |  |  |
| Konvention om tillämpning av Schengenavtalet av den 14 juni 1985 mellan regeringarna i Beneluxstaterna, Förbundsrepubliken Tyskland och Franska republiken om gradvis avskaffande av kontroller vid de gemensamma gränserna (Schengenkonventionen) –– artikel 1 | 1993-09-01 1995-03-26 | [ 18 ] [ 77 ] | 2004-05-01 | [ 76 ] |  |  |

| Schengenkodexen (förordning (EG) nr 562/2006; förordning (EU) 2016/399) –– första stycket i artikel 1 samt avdelning III | 2006-10-13 |  | 2006-10-13 | [ 78 ] |  |  |

| Upphävda eller överflödiga bestämmelser |                                  |                      |                       |               |  |  |
| Konvention om tillämpning av Schengenavtalet av den 14 juni 1985 mellan regeringarna i Beneluxstaterna, Förbundsrepubliken Tyskland och Franska republiken om gradvis avskaffande av kontroller vid de gemensamma gränserna (Schengenkonventionen) –– artikel 2.1–2.3 | 1993-09-01 1995-03-26 2006-10-13 | [ 18 ] [ 77 ] [ 79 ] | 2004-05-01 2006-10-13 | [ 76 ] [ 79 ] |  |  |
| Konvention om tillämpning av Schengenavtalet av den 14 juni 1985 mellan regeringarna i Beneluxstaterna, Förbundsrepubliken Tyskland och Franska republiken om gradvis avskaffande av kontroller vid de gemensamma gränserna (Schengenkonventionen) –– artikel 2.4     | 1993-09-01 1995-03-26 1999-05-01 | [ 18 ] [ 77 ] [ 74 ] |                       |               |  |  |
| Verkställande kommitténs beslut av den 26 april 1994 om anpassningsåtgärder i syfte att avlägsna hinder och restriktioner för vägtrafikflödet vid gränsövergångar vid de inre gränserna (SCH/Com-ex (94) 1 rev 2)                                                     | 1994-04-26 1995-03-26 2006-10-13 | [ 77 ] [ 79 ]        | 2004-05-01 2006-10-13 | [ 76 ] [ 79 ] |  |  |
| Verkställande kommitténs beslut av den 20 december 1995 om tillämpningsförfarandet för artikel 2.2 i konventionen (SCH/Com-ex (95) 20 rev 2) | 1995-12-20 2006-10-13            | [ 79 ]               | 2004-05-01 2006-10-13 | [ 76 ] [ 79 ] |  |  |

| Verkställande kommitténs beslut av den 21 november 1994 om anskaffande av gemensamma in- och utresestämplar (SCH/Com-ex (94) 16 rev) | 1994-11-21 1995-03-26 | [ 77 ] | 2004-05-01            | [ 76 ] |  |  |
| Förordningen om Frontex (förordning (EG) nr 2007/2004; förordning (EU) 2016/1624; förordning (EU) 2019/1896) | 2004-11-26 2005-05-01 |        | 2004-11-26 2005-05-01 |        |  |  |
| Schengenkodexen (förordning (EG) nr 562/2006; förordning (EU) 2016/399) –– utom första stycket i artikel 1, artikel 6.5 a, avdelning III samt de bestämmelser som berör SIS eller VIS i avdelning II med tillhörande bilagor | 2006-10-13            |        | 2006-10-13            |        |  |  |
| Europaparlamentets och rådets förordning (EG) nr 1931/2006 av den 20 december 2006 om lokal gränstrafik vid medlemsstaternas yttre landgränser och om ändring av bestämmelserna i Schengenkonventionen –– utom artiklarna 4 b och 9 c | 2007-01-19            |        | 2007-01-19            |        |  |  |
| Europaparlamentets och rådets förordning (EG) nr 1931/2006 av den 20 december 2006 om lokal gränstrafik vid medlemsstaternas yttre landgränser och om ändring av bestämmelserna i Schengenkonventionen –– artiklarna 4 b och 9 c | 2007-01-19            |        | 2007-01-19            |        |  |  |
| Europaparlamentets och rådets förordning (EU) nr 656/2014 av den 15 maj 2014 om fastställande av regler för övervakningen av de yttre sjögränserna inom ramen för det operativa samarbete som samordnas av Europeiska byrån för förvaltningen av det operativa samarbetet vid Europeiska unionens medlemsstaters yttre gränser | 2014-07-17            |        | 2014-07-17            |        |  |  |
| Europaparlamentets och rådets förordning (EU) 2017/2226 av den 30 november 2017 om inrättande av ett in- och utresesystem för registrering av in- och utreseuppgifter och av uppgifter om nekad inresa för tredjelandsmedborgare som passerar medlemsstaternas yttre gränser, om fastställande av villkoren för åtkomst till in- och utresesystemet för brottsbekämpande ändamål och om ändring av konventionen om tillämpning av Schengenavtalet och förordningarna (EG) nr 767/2008 och (EU) nr 1077/2011 | 2017-12-29            |        | 2017-12-29            |        |  |  |
| Europaparlamentets och rådets förordning (EU) 2018/1240 av den 12 september 2018 om inrättande av ett EU-system för reseuppgifter och resetillstånd (Etias) och om ändring av förordningarna (EU) nr 1077/2011, (EU) nr 515/2014, (EU) 2016/399, (EU) 2016/1624 och (EU) 2017/2226 | 2018-10-09            |        | 2018-10-09            |        |  |  |
| Europaparlamentets och rådets förordning (EU) 2021/1148 av den 7 juli 2021 om inrättande, som en del av Fonden för integrerad gränsförvaltning, av instrumentet för ekonomiskt stöd för gränsförvaltning och viseringspolitik | 2021-07-15 2021-01-01 |        | 2021-07-15 2021-01-01 |        |  |  |
| Europaparlamentets och rådets förordning (EU) 2024/1349 av den 14 maj 2024 om inrättande av ett gränsförfarande för återvändande och om ändring av förordning (EU) 2021/1148 | 2024-06-11            |        | 2024-06-11            |        |  |  |
| Europaparlamentets och rådets förordning (EU) 2024/1356 av den 14 maj 2024 om införande av screening av tredjelandsmedborgare vid de yttre gränserna och om ändring av förordningarna (EG) nr 767/2008, (EU) 2017/2226, (EU) 2018/1240 och (EU) 2019/817 | 2024-06-11            |        | 2024-06-11            |        |  |  |

| Upphävda eller överflödiga bestämmelser |                                  |                      |                                  |               |                       |        |
| Konvention om tillämpning av Schengenavtalet av den 14 juni 1985 mellan regeringarna i Beneluxstaterna, Förbundsrepubliken Tyskland och Franska republiken om gradvis avskaffande av kontroller vid de gemensamma gränserna (Schengenkonventionen) –– artiklarna 3 och 5–8, utom artikel 5.1 d                                                                       | 1993-09-01 1995-03-26 2006-10-13 | [ 18 ] [ 77 ] [ 79 ] | 2004-05-01 2006-10-13            | [ 76 ] [ 79 ] |                       |        |
| Konvention om tillämpning av Schengenavtalet av den 14 juni 1985 mellan regeringarna i Beneluxstaterna, Förbundsrepubliken Tyskland och Franska republiken om gradvis avskaffande av kontroller vid de gemensamma gränserna (Schengenkonventionen) –– artikel 4 | 1993-09-01 1995-03-26 1999-05-01 | [ 18 ] [ 77 ] [ 80 ] |                                  |               |                       |        |
| Konvention om tillämpning av Schengenavtalet av den 14 juni 1985 mellan regeringarna i Beneluxstaterna, Förbundsrepubliken Tyskland och Franska republiken om gradvis avskaffande av kontroller vid de gemensamma gränserna (Schengenkonventionen) –– artikel 5.1 d                                                                                                  | 1993-09-01 1995-03-26 2006-10-13 | [ 18 ] [ 77 ] [ 79 ] | 2004-05-01 2006-10-13            | [ 76 ] [ 79 ] |                       |        |
| Konvention om tillämpning av Schengenavtalet av den 14 juni 1985 mellan regeringarna i Beneluxstaterna, Förbundsrepubliken Tyskland och Franska republiken om gradvis avskaffande av kontroller vid de gemensamma gränserna (Schengenkonventionen) –– artikel 136 | 1993-09-01 1995-03-26 2013-07-19 | [ 18 ] [ 77 ] [ 81 ] | 2004-05-01 2013-07-19            | [ 76 ] [ 81 ] |                       |        |
| Verkställande kommitténs beslut av den 22 december 1994 om införande och tillämpning av Schengensystemet på flygplatser (SCH/Com-ex (94) 17 rev 4) | 1994-12-22 1995-03-26 2006-10-13 | [ 77 ] [ 79 ]        | 2004-05-01 2006-10-13            | [ 76 ] [ 79 ] |                       |        |
| Verkställande kommitténs beslut av den 20 december 1995 om snabbt utbyte mellan Schengenstaterna av statistiska och konkreta uppgifter om eventuella störningar vid de yttre gränserna (SCH/Com-ex (95) 21) | 1995-12-20 2016-02-22            | [ 82 ]               | 2004-05-01 2016-02-22            | [ 76 ] [ 82 ] |                       |        |
| Verkställande kommitténs beslut av den 21 april 1998 om verksamhetsrapporten från expertgruppen (SCH/Com-ex (98) 1 rev 2) | 1998-04-21 2016-02-22            | [ 82 ]               | 2004-05-01 2016-02-22            | [ 76 ] [ 82 ] |                       |        |
| Verkställande kommitténs beslut av den 16 september 1998 om vidarebefordran av den gemensamma handboken till kandidatländerna (SCH/Com-ex (98) 35 rev 2) | 1998-04-21                       | [ 82 ] [ 83 ]        | 2004-05-01                       | [ 76 ] [ 83 ] |                       |        |
| Verkställande kommitténs beslut av den 27 oktober 1998 om vidtagande av åtgärder för att bekämpa olaglig invandring (SCH/Com-ex (98) 37 def 2) | 1998-10-27 2016-02-22            | [ 82 ]               | 2004-05-01 2016-02-22            | [ 76 ] [ 82 ] |                       |        |
| Centralgruppens beslut av den 27 oktober 1998 om vidtagande av åtgärder för att bekämpa olaglig invandring (SCH/C (98) 117) | 1998-10-27 2016-02-22            | [ 82 ]               | 2004-05-01 2016-02-22            | [ 76 ] [ 82 ] |                       |        |
| Verkställande kommittens beslut av den 28 april 1999 om de slutliga versionerna av den gemensamma handboken och de gemensamma konsulära anvisningarna (SCH/Com-ex (99) 13) –– vad gäller den gemensamma handboken med bilagor | 1999-04-28 2006-10-13            | [ 79 ]               | 2004-05-01 2006-10-13            | [ 76 ] [ 79 ] |                       |        |
| Rådets beslut av den 30 november 2000 om hävande av klassificeringen av vissa delar av den gemensamma handbok som antagits av Verkställande kommittén, inrättad genom konventionen om tillämpning av Schengenavtalet av den 14 juni 1985 (2000/751/EG) | 2000-12-02                       | [ 83 ]               | 2004-05-01                       | [ 76 ] [ 83 ] |                       |        |
| Rådets förordning (EG) nr 790/2001 av den 24 april 2001 om att förbehålla rådet genomförandebefogenheterna avseende vissa detaljerade bestämmelser och praktiska förfaranden för genomförandet av gränskontroller och övervakning | 2001-04-24 2006-10-13            | [ 79 ]               | 2004-05-01 2006-10-13            | [ 76 ] [ 79 ] |                       |        |
| Rådets beslut av den 25 april 2002 om hävande av klassificeringen av del II av den gemensamma handbok som antagits av Verkställande kommittén, inrättad genom konventionen om tillämpning av Schengenavtalet av den 14 juni 1985 (2002/353/EG) | 2002-05-09                       | [ 83 ]               | 2004-05-01                       | [ 76 ] [ 83 ] |                       |        |
| Rådets förordning (EG) nr 2133/2004 av den 13 december 2004 om skyldighet för medlemsstaternas behöriga myndigheter att systematiskt förse tredjelandsmedborgares resehandlingar med stämpel då medlemsstaternas yttre gränser passeras och om ändring i detta syfte av bestämmelserna i konventionen om tillämpning av Schengenavtalet och den gemensamma handboken | 2004-12-16 2005-01-01 2006-10-13 | [ 79 ]               | 2004-12-16 2005-01-01 2006-10-13 | [ 79 ]        |                       |        |
| Rådets beslut av den 29 april 2004 om fastställande av minimibeteckningar på skyltar vid gränsövergångsställen vid de yttre gränserna (2004/581/EG) | 2004-05-07 2004-06-01 2006-10-13 | [ 79 ]               | 2004-05-07 2004-06-01 2006-10-13 | [ 79 ]        |                       |        |
| Rådets beslut av den 16 mars 2005 om inrättande av ett säkrat webbaserat informations- och samordningsnätverk för de myndigheter och liknande som hanterar migrationsfrågor i medlemsstaterna (2005/267/EG) | 2005-04-21 2016-10-06            | [ 84 ]               | 2005-04-21 2016-10-06            | [ 84 ]        | 2005-04-21 2016-10-06 | [ 84 ] |
| Europaparlamentets och rådets beslut nr 574/2007/EG av den 23 maj 2007 om inrättande av fonden för yttre gränser för perioden 2007–2013 som en del av det allmänna programmet Solidaritet och hantering av migrationsströmmar | 2007-06-07 2014-01-01            | [ 85 ]               | 2007-06-07 2014-01-01            |               |                       |        |
| Europaparlamentets och rådets förordning (EG) nr 863/2007 av den 11 juli 2007 om inrättande av en mekanism för upprättande av snabba gränsinsatsenheter och om ändring av rådets förordning (EG) nr 2007/2004 vad beträffar den mekanismen och regleringen av gästande tjänstemäns uppgifter och befogenheter –– utom artikel 6.8–6.9 i den mån de berör SIS         | 2007-08-20 2016-10-06            | [ 84 ]               | 2007-08-20 2016-10-06            | [ 84 ]        |                       |        |
| Europaparlamentets och rådets förordning (EG) nr 863/2007 av den 11 juli 2007 om inrättande av en mekanism för upprättande av snabba gränsinsatsenheter och om ändring av rådets förordning (EG) nr 2007/2004 vad beträffar den mekanismen och regleringen av gästande tjänstemäns uppgifter och befogenheter –– artikel 6.8–6.9 i den mån de berör SIS              | 2007-08-20 2016-10-06            | [ 84 ]               | 2007-08-20 2016-10-06            | [ 84 ]        |                       |        |
| Rådets beslut av den 26 april 2010 om komplettering av kodexen om Schengengränserna vad gäller övervakningen av de yttre sjögränserna inom ramen för det operativa samarbete som samordnas av Europeiska byrån för förvaltningen av det operativa samarbetet vid Europeiska unionens medlemsstaters yttre gränser (2010/252/EU)                                      | 2010-05-03 2014-07-17            | [ 86 ]               | 2010-05-03 2014-07-17            | [ 86 ]        |                       |        |
| Europaparlamentets och rådets förordning (EU) nr 1052/2013 av den 22 oktober 2013 om inrättande av ett europeiskt gränsövervakningssystem (Eurosur) | 2013-11-26 2013-12-02 2019-12-04 | [ 87 ]               | 2013-11-26 2013-12-02 2019-12-04 | [ 87 ]        |                       |        |
| Europaparlamentets och rådets förordning (EU) nr 515/2014 av den 16 april 2014 om inrättande, som en del av fonden för inre säkerhet, av ett instrument för ekonomiskt stöd för yttre gränser och visering och om upphävande av beslut nr 574/2007/EG | 2014-05-21 2014-01-01            |                      | 2014-05-21 2014-01-01            |               |                       |        |

| Konvention om tillämpning av Schengenavtalet av den 14 juni 1985 mellan regeringarna i Beneluxstaterna, Förbundsrepubliken Tyskland och Franska republiken om gradvis avskaffande av kontroller vid de gemensamma gränserna (Schengenkonventionen) –– artikel 18 | 1993-09-01 1995-03-26 | [ 18 ] [ 77 ] | 2004-05-01            | [ 78 ]        |                       |               |
| Rådets förordning (EG) nr 1683/95 av den 29 maj 1995 om en enhetlig utformning av visumhandlingar | 1995-08-03            |               | 2004-05-01            | [ 76 ]        | 1995-08-03 2002-03-15 |               |
| Förordningen om visumkrav och visumfrihet för tredjelandsmedborgare (förordning (EG) nr 539/2001; förordning (EU) 2018/1806) | 2001-04-10            |               | 2004-05-01            | [ 76 ]        |                       |               |
| Rådets förordning (EG) nr 333/2002 av den 18 februari 2002 om fastställande av en enhetlig modell för blad för påförande av visering som utfärdas av medlemsstaterna för personer som innehar resehandlingar som inte erkänns av den medlemsstat som utfärdar bladet | 2002-02-23            |               | 2004-05-01            | [ 76 ]        |                       |               |
| Rådets förordning (EG) nr 1030/2002 av den 13 juni 2002 om en enhetlig utformning av uppehållstillstånd för medborgare i tredjeland | 2002-06-15            |               | 2004-05-01            | [ 76 ]        | 2002-06-15            | [ 89 ] [ 90 ] |
| Rådets beslut av den 8 juni 2004 om inrättande av Informationssystemet för viseringar (VIS) (2004/512/EG) | 2004-06-16 2004-07-05 |               | 2004-06-16 2004-07-05 |               |                       |               |
| Rådets förordning (EG) nr 2252/2004 av den 13 december 2004 om standarder för säkerhetsdetaljer och biometriska kännetecken i pass och resehandlingar som utfärdas av medlemsstaterna | 2005-01-18            |               | 2005-01-18            |               |                       |               |
| Schengenkodexen (förordning (EG) nr 562/2006; förordning (EU) 2016/399) –– de bestämmelser som berör VIS i avdelning II med tillhörande bilagor | 2006-10-13            |               | 2006-10-13            | [ 78 ]        |                       |               |
| Rådets beslut 2008/633/RIF av den 23 juni 2008 om åtkomst till informationssystemet för viseringar (VIS) för sökningar för medlemsstaternas utsedda myndigheter och för Europol i syfte att förhindra, upptäcka och utreda terroristbrott och andra grova brott –– utom artikel 6 | 2008-09-02 2013-09-01 | [ 91 ] [ 92 ] | 2008-09-02            |               |                       |               |
| Rådets beslut 2008/633/RIF av den 23 juni 2008 om åtkomst till informationssystemet för viseringar (VIS) för sökningar för medlemsstaternas utsedda myndigheter och för Europol i syfte att förhindra, upptäcka och utreda terroristbrott och andra grova brott –– artikel 6 | 2008-09-02 2013-09-01 | [ 91 ] [ 92 ] | 2008-09-02 2013-09-01 | [ 91 ] [ 92 ] |                       |               |
| Europaparlamentets och rådets förordning (EG) nr 767/2008 av den 9 juli 2008 om informationssystemet för viseringar (VIS) och utbytet mellan medlemsstaterna av uppgifter om viseringar för kortare vistelse (VIS-förordningen) –– utom kapitel II, kapitel IV och artiklarna 6.1, 31.2–31.3 och 50.6 | 2008-09-02 2011-09-27 | [ 93 ]        | 2008-09-02            |               |                       |               |
| Europaparlamentets och rådets förordning (EG) nr 767/2008 av den 9 juli 2008 om informationssystemet för viseringar (VIS) och utbytet mellan medlemsstaterna av uppgifter om viseringar för kortare vistelse (VIS-förordningen) –– kapitel II, kapitel IV och artiklarna 6.1, 31.2–31.3 och 50.6 | 2008-09-02 2011-09-27 | [ 93 ]        | 2008-09-02            |               |                       |               |
| Europaparlamentets och rådets förordning (EG) nr 810/2009 av den 13 juli 2009 om införande av en gemenskapskodex om viseringar (viseringskodex) –– utom artikel 3 | 2009-10-05 2010-04-05 |               | 2009-10-05            |               |                       |               |
| Europaparlamentets och rådets förordning (EG) nr 810/2009 av den 13 juli 2009 om införande av en gemenskapskodex om viseringar (viseringskodex) –– artikel 3 | 2009-10-05 2010-04-05 |               | 2009-10-05 2010-04-05 |               |                       |               |
| Europaparlamentets och rådets beslut nr 1105/2011/EU av den 25 oktober 2011 om förteckningen över resehandlingar som möjliggör passage av de yttre gränserna och i vilka en visering kan införas samt om införandet av en mekanism för upprättande av denna förteckning | 2011-11-24            |               | 2011-11-24            |               |                       |               |
| Europaparlamentets och rådets beslut nr 565/2014/EU av den 15 maj 2014 om en förenklad ordning för personkontroller vid de yttre gränserna på grundval av Bulgariens, Kroatiens, Cyperns och Rumäniens unilaterala erkännande av vissa handlingar såsom likställda med de egna nationella viseringarna för transitering genom dessa länders territorium eller planerade vistelser på deras territorium som inte överstiger 90 dagar under en 180-dagarsperiod och om upphävande av beslut 895/2006/EG och 582/2008/EG |                       |               | 2014-06-16            |               |                       |               |
| Europaparlamentets och rådets beslut (EU) 2022/2512 av den 14 december 2022 om icke-godtagande av Ryska federationens resehandlingar som utfärdats i Ukraina och Georgien –– utom artikel 1 a | 2022-12-22            |               | 2022-12-22            |               |                       |               |
| Europaparlamentets och rådets beslut (EU) 2022/2512 av den 14 december 2022 om icke-godtagande av Ryska federationens resehandlingar som utfärdats i Ukraina och Georgien –– artikel 1 a | 2022-12-22            |               | 2022-12-22            |               |                       |               |

| Upphävda eller överflödiga bestämmelser |                                  |                      |                       |               |                       |        |
| Konvention om tillämpning av Schengenavtalet av den 14 juni 1985 mellan regeringarna i Beneluxstaterna, Förbundsrepubliken Tyskland och Franska republiken om gradvis avskaffande av kontroller vid de gemensamma gränserna (Schengenkonventionen) –– artiklarna 9, 10.1, 10.3, 11–12 och 14–17 | 1993-09-01 1995-03-26 2010-04-05 | [ 18 ] [ 77 ] [ 94 ] | 2004-05-01 2010-04-05 | [ 78 ] [ 94 ] |                       |        |
| Konvention om tillämpning av Schengenavtalet av den 14 juni 1985 mellan regeringarna i Beneluxstaterna, Förbundsrepubliken Tyskland och Franska republiken om gradvis avskaffande av kontroller vid de gemensamma gränserna (Schengenkonventionen) –– artikel 10.2 | 1993-09-01 1995-03-26 1999-05-01 | [ 18 ] [ 77 ] [ 74 ] |                       |               |                       |        |
| Konvention om tillämpning av Schengenavtalet av den 14 juni 1985 mellan regeringarna i Beneluxstaterna, Förbundsrepubliken Tyskland och Franska republiken om gradvis avskaffande av kontroller vid de gemensamma gränserna (Schengenkonventionen) –– artikel 13 | 1993-09-01 1995-03-26 2010-04-05 | [ 18 ] [ 77 ] [ 94 ] | 2004-05-01 2010-04-05 | [ 78 ] [ 94 ] |                       |        |
| Verkställande kommitténs beslut av den 14 december 1993 om förlängning av den enhetliga viseringen (SCH/Com-ex (93) 21) | 1993-12-14 1995-03-26 2010-04-05 | [ 77 ] [ 94 ]        | 2004-05-01 2010-04-05 | [ 78 ] [ 94 ] |                       |        |
| Verkställande kommitténs beslut av den 14 december 1993 om gemensamma principer för att upphäva, återkalla eller förkorta giltighetstiden för den enhetliga viseringen (SCH/Com-ex (93) 24) | 1993-12-14 1995-03-26 2010-04-05 | [ 77 ] [ 94 ]        | 2004-05-01 2010-04-05 | [ 78 ] [ 94 ] |                       |        |
| Verkställande kommitténs beslut av den 26 april 1994 om utfärdande av enhetliga viseringar vid gränserna (SCH/Com-ex (94) 2) | 1994-04-26 1995-03-26 2003-05-01 | [ 77 ] [ 95 ]        |                       |               |                       |        |
| Verkställande kommitténs beslut av den 21 november 1994 om införandet av ett datoriserat förfarande för att samråda med de centrala myndigheterna enligt artikel 17.2 i konventionen (SCH/Com-ex (94) 15 rev) | 1994-11-21                       | [ 45 ]               | 2004-05-01            | [ 78 ] [ 45 ] |                       |        |
| Verkställande kommitténs beslut av den 22 december 1994 om utbyte av statistiska uppgifter om utfärdande av enhetliga viseringar (SCH/Com-ex (94) 25) | 1994-12-22 1995-03-26 2010-04-05 | [ 94 ]               | 2004-05-01 2010-04-05 | [ 78 ] [ 94 ] |                       |        |
| Verkställande kommitténs beslut av den 5 maj 1995 om gemensam viseringspolitik (SCH/Com-ex (95) PV 1 rev, punkt 8) | 1995-05-05 2016-02-22            | [ 82 ]               | 2004-05-01 2016-02-22 | [ 78 ] [ 82 ] |                       |        |
| Verkställande kommitténs beslut av den 27 juni 1996 om principerna för utfärdande av Schengenviseringar i enlighet med artikel 30.1 a i konventionen om tillämpning av Schengenavtalet (SCH/Com-ex (96) 13 rev) | 1996-06-27 2016-02-22            | [ 82 ]               | 2004-05-01 2016-02-22 | [ 78 ] [ 82 ] |                       |        |
| Verkställande kommitténs beslut av den 19 december 1996 om utfärdande av viseringar vid gränserna för sjömän i transit (SCH/Com-ex (96) 27) | 1996-12-19 2003-05-01            | [ 95 ]               |                       |               |                       |        |
| Verkställande kommitténs beslut av den 15 december 1997 om harmonisering av viseringspolitiken (SCH/Com-ex (97) 32) | 1997-12-15 2001-04-10            | [ 96 ]               |                       |               |                       |        |
| Verkställande kommitténs beslut av den 15 december 1997 om genomförande av den gemensamma åtgärden om en enhetlig modell för uppehållstillstånd (SCH/Com-ex (97) 34 rev) | 1997-12-15                       | [ 76 ] [ 78 ]        |                       |               |                       |        |
| Verkställande kommitténs beslut av den 21 april 1998 om utbyte av statistik om utfärdade viseringar (SCH/Com-ex (98) 12) | 1998-04-21 2010-04-05            | [ 94 ]               | 2004-05-01 2010-04-05 | [ 78 ] [ 94 ] |                       |        |
| Verkställande kommitténs beslut av den 23 juni 1998 om monegaskiska uppehållstillstånd (SCH/Com-ex (98) 19) | 1998-06-23                       |                      | 2004-05-01            | [ 78 ] [ 97 ] |                       |        |
| Verkställande kommitténs beslut av den 23 juni 1998 om påförandet av stämpel i viseringssökandes pass (SCH/Com-ex (98) 21) | 1998-06-23 2016-02-22            | [ 82 ]               | 2004-05-01 2016-02-22 | [ 78 ] [ 82 ] |                       |        |
| Verkställande kommitténs beslut av den 16 december 1998 om upphävande av förteckningen över de stater vars medborgare omfattas av viseringstvång i vissa Schengenstater (SCH/Com-ex (98) 53 rev 2) | 1998-12-16 2001-04-10            | [ 96 ]               |                       |               |                       |        |
| Verkställande kommitténs beslut av den 16 december 1998 om utarbetandet av en handbok om handlingar i vilka en visering kan införas (SCH/Com-ex (98) 56) | 1998-12-16 2011-11-24            | [ 98 ]               | 2004-05-01 2011-11-24 | [ 78 ] [ 98 ] |                       |        |
| Verkställande kommitténs beslut av den 16 december 1998 om införande av ett enhetligt formulär för inbjudan eller åtagandeförklaring (SCH/Com-ex (98) 57) | 1998-12-16 2010-04-05            | [ 94 ]               | 2004-05-01 2010-04-05 | [ 76 ] [ 94 ] |                       |        |
| Verkställande kommitténs beslut av den 16 december 1998 om samordnade insatser av dokumentrådgivare (SCH/Com-ex (98) 59 rev) | 1998-12-16 2016-02-22            | [ 82 ]               | 2004-05-01 2016-02-22 | [ 76 ] [ 82 ] |                       |        |
| Rådets förordning (EG) nr 574/1999 av den 12 mars 1999 om fastställande av de tredje länder vars medborgare måste ha visering när de passerar medlemsstaternas yttre gränser | 1999-03-19 2001-04-10            | [ 96 ]               |                       |               | 1999-03-19 2001-04-10 | [ 96 ] |
| Verkställande kommitténs beslut av den 28 april 1999 om de slutliga versionerna av den gemensamma handboken och de gemensamma konsulära anvisningarna (SCH/Com-ex (99) 13) –– vad gäller de gemensamma konsulära anvisningarna | 1999-04-28 2010-04-05            | [ 94 ]               | 2004-05-01 2010-04-05 | [ 76 ] [ 94 ] |                       |        |
| Verkställande kommitténs beslut av den 28 april 1999 om utarbetandet av en handbok om handlingar i vilka en visering kan införas (SCH/Com-ex (99) 14) | 1999-04-28 2011-11-24            | [ 98 ]               | 2004-05-01 2011-11-24 | [ 78 ] [ 98 ] |                       |        |
| Rådets beslut av den 17 oktober 2000 om rättelse i Schengenregelverket enligt Verkställande Schengenkommitténs beslut SCH/Com-ex (94) 15 rev (2000/645/EG) | 2000-10-17 2000-10-25            | [ 45 ]               | 2004-05-01            | [ 78 ] [ 45 ] |                       |        |
| Rådets förordning (EG) nr 789/2001 av den 24 april 2001 om att förbehålla rådet genomförandebefogenheter avseende vissa detaljerade bestämmelser och praktiska förfaranden för behandlingen av ansökningar om visering | 2001-04-24 2010-04-05            | [ 94 ]               | 2004-05-01 2010-04-05 | [ 78 ] [ 94 ] |                       |        |
| Rådets förordning (EG) nr 1091/2001 av den 28 maj 2001 om fri rörlighet med en visering för längre vistelse | 2001-06-07 2010-04-05            | [ 94 ]               | 2004-05-01 2010-04-05 | [ 78 ] [ 94 ] |                       |        |
| Rådets förordning (EG) nr 415/2003 av den 27 februari 2003 om utfärdandet av viseringar vid gränsen, inbegripet till sjömän i transit | 2003-05-01 2010-04-05            | [ 94 ]               | 2004-05-01 2010-04-05 | [ 78 ] [ 94 ] |                       |        |
| Rådets förordning (EG) nr 693/2003 av den 14 april 2003 om införande av ett särskilt dokument för förenklad transitering (FTD) och ett dokument för förenklad järnvägstransitering (FRTD) och om ändring av de gemensamma konsulära anvisningarna och den gemensamma handboken | 2003-04-18                       | [ 78 ]               | 2004-05-01            | [ 76 ] [ 78 ] |                       |        |
| Rådets förordning (EG) nr 694/2003 av den 14 april 2003 om en enhetlig utformning av de dokument för förenklad transitering (FTD) och dokument för förenklad järnvägstransitering (FRTD) som det föreskrivs om i förordning (EG) nr 693/2003 | 2003-04-18                       | [ 78 ]               | 2004-05-01            | [ 76 ] [ 78 ] |                       |        |
| Rådets förordning (EG) nr 1295/2003 av den 15 juli 2003 om åtgärder för att förenkla viseringsansökningar och utfärdande av visering för de medlemmar i den olympiska familjen som deltar i Olympiska spelen eller Paralympiska spelen 2004 i Aten | 2003-08-11                       | [ 78 ]               | 2004-05-01            | [ 76 ] [ 78 ] |                       |        |
| Europaparlamentets och rådets förordning (EG) nr 2046/2005 av den 14 december 2005 om åtgärder för att förenkla viseringsansökningar och utfärdande av viseringar för de medlemmar av den olympiska familjen som deltar i Olympiska och/eller Paralympiska vinterspelen 2006 i Turin –– utom artikel 9                                                                                               | 2006-01-09                       | [ 78 ]               | 2006-01-09            | [ 78 ]        |                       |        |
| Europaparlamentets och rådets förordning (EG) nr 2046/2005 av den 14 december 2005 om åtgärder för att förenkla viseringsansökningar och utfärdande av viseringar för de medlemmar av den olympiska familjen som deltar i Olympiska och/eller Paralympiska vinterspelen 2006 i Turin –– artikel 9 | 2006-01-09                       | [ 78 ]               | 2006-01-09            | [ 78 ]        |                       |        |
| Europaparlamentets och rådets beslut nr 895/2006/EG av den 14 juni 2006 om en förenklad ordning för personkontroller vid de yttre gränserna på grundval av Tjeckiens, Estlands, Cyperns, Lettlands, Litauens, Ungerns, Maltas, Polens, Sloveniens och Slovakiens unilaterala erkännande av vissa handlingar såsom likvärdiga med de egna nationella viseringarna för genomresa via deras territorier |                                  |                      | 2006-07-10 2014-06-16 | [ 99 ]        |                       |        |
| Europaparlamentets och rådets beslut nr 896/2006/EG av den 14 juni 2006 om en förenklad ordning för personkontroller vid de yttre gränserna på grundval av ett unilateralt erkännande av medlemsstaterna av vissa uppehållstillstånd utfärdade av Schweiz och Liechtenstein för genomresa via deras territorier                                                                                      | 2006-07-10 2011-12-19            |                      |                       |               |                       |        |
| Europaparlamentets och rådets beslut nr 582/2008/EG av den 17 juni 2008 om en förenklad ordning för personkontroller vid de yttre gränserna på grundval av Bulgariens, Cyperns och Rumäniens unilaterala erkännande av vissa handlingar såsom likvärdiga med de egna nationella viseringarna för genomresa via deras territorier                                                                     |                                  |                      | 2008-06-10 2014-06-16 | [ 99 ]        |                       |        |

| Konvention om tillämpning av Schengenavtalet av den 14 juni 1985 mellan regeringarna i Beneluxstaterna, Förbundsrepubliken Tyskland och Franska republiken om gradvis avskaffande av kontroller vid de gemensamma gränserna (Schengenkonventionen) –– artiklarna 19–22, utom artikel 19.2                                                                               | 1993-09-01 1995-03-26 | [ 18 ] [ 77 ] | 2004-05-01            | [ 78 ] |            |         |
| Rådets direktiv 2001/40/EG av den 28 maj 2001 om ömsesidigt erkännande av beslut om avvisning eller utvisning av medborgare i tredje land | 2001-06-02 2002-12-02 |               | 2004-05-01            | [ 78 ] | 2002-04-01 | [ 100 ] |
| Rådets direktiv 2003/110/EG av den 25 november 2003 om bistånd vid transitering i samband med återsändande med flyg | 2003-12-06 2005-12-05 |               | 2004-05-01 2005-12-05 |        |            |         |
| Rådets beslut 2004/191/EG av den 23 februari 2004 om fastställande av kriterier och närmare föreskrifter för ersättning för finansiella obalanser som uppstår till följd av tillämpningen av direktiv 2001/40/EG om ömsesidigt erkännande av beslut om avvisning eller utvisning av medborgare i tredje land                                                            | 2004-02-28            |               | 2004-05-01            | [ 78 ] |            |         |
| Rådets beslut 2004/573/EG av den 29 april 2004 om organisation av gemensamma flygningar för återsändande från två eller flera medlemsstaters territorium av tredjelandsmedborgare vilka omfattas av enskilda beslut om återsändande | 2004-08-07            |               | 2004-08-07            |        | 2004-08-07 |         |
| Europaparlamentets och rådets direktiv 2008/115/EG av den 16 december 2008 om gemensamma normer och förfaranden för återvändande av tredjelandsmedborgare som vistas olagligt i medlemsstaterna (återvändandedirektivet) | 2009-01-13 2010-12-24 |               | 2009-01-13 2010-12-24 |        |            |         |
| Europaparlamentets och rådets förordning (EU) 2016/1953 av den 26 oktober 2016 om inrättandet av en europeisk resehandling för återvändande av tredjelandsmedborgare som vistas olagligt i medlemsstaterna och om upphävande av rådets rekommendation av den 30 november 1994                                                                                           | 2016-12-07 2017-04-08 |               | 2016-12-07 2017-04-08 |        |            |         |
| Europaparlamentets och rådets förordning (EU) 2018/1860 av den 28 november 2018 om användning av Schengens informationssystem för återvändande av tredjelandsmedborgare som vistas olagligt i medlemsstaterna | 2018-12-27 2023-03-07 | [ 101 ]       | 2018-12-27 2023-07-25 | [ 48 ] |            |         |
| Europaparlamentets och rådets förordning (EU) 2021/954 av den 14 juni 2021 om en ram för utfärdande, kontroll och godtagande av interoperabla intyg om vaccination mot, testning för och tillfrisknande från covid-19 (EU:s digitala covidintyg) för tredjelandsmedborgare som lagligen vistas eller är bosatta på medlemsstaternas territorier under covid-19-pandemin | 2021-06-15 2021-07-01 |               | 2021-06-15 2021-07-01 |        |            |         |

| Upphävda eller överflödiga bestämmelser |                                  |                       |                       |                |  |  |
| Konvention om tillämpning av Schengenavtalet av den 14 juni 1985 mellan regeringarna i Beneluxstaterna, Förbundsrepubliken Tyskland och Franska republiken om gradvis avskaffande av kontroller vid de gemensamma gränserna (Schengenkonventionen) –– artikel 19.2     | 1993-09-01 1995-03-26 1999-05-01 | [ 18 ] [ 77 ] [ 74 ]  |                       |                |  |  |
| Konvention om tillämpning av Schengenavtalet av den 14 juni 1985 mellan regeringarna i Beneluxstaterna, Förbundsrepubliken Tyskland och Franska republiken om gradvis avskaffande av kontroller vid de gemensamma gränserna (Schengenkonventionen) –– artiklarna 23–24 | 1993-09-01 1995-03-26 2010-12-24 | [ 18 ] [ 77 ] [ 102 ] | 2004-05-01 2010-12-24 | [ 78 ] [ 102 ] |  |  |
| Verkställande kommitténs beslut av den 15 december 1997 om riktlinjer när det gäller bevismedel och indicier inom ramen för avtalet om återtagande mellan Schengenstaterna (SCH/Com-ex (97) 39 rev)                                                                    | 1997-12-15 2016-02-22            | [ 82 ]                | 2004-05-01 2016-02-22 | [ 78 ] [ 82 ]  |  |  |
| Verkställande kommitténs beslut av den 21 april 1998 om samarbete mellan de avtalsslutande parterna i fråga om återsändande med flyg av medborgare i tredje land (SCH/Com-ex (98) 10)                                                                                  | 1998-04-21 2003-12-06            | [ 103 ]               |                       |                |  |  |
| Verkställande kommitténs beslut av den 23 juni 1998 om åtgärder som skall vidtas gentemot stater i vilka det finns problem med utfärdande av handlingar som möjliggör återsändande från Schengenområdet (SCH/Com-ex (98) 18 rev)                                       | 1997-12-15 2016-02-22            | [ 82 ]                | 2004-05-01 2016-02-22 | [ 78 ] [ 82 ]  |  |  |

| Konvention om tillämpning av Schengenavtalet av den 14 juni 1985 mellan regeringarna i Beneluxstaterna, Förbundsrepubliken Tyskland och Franska republiken om gradvis avskaffande av kontroller vid de gemensamma gränserna (Schengenkonventionen) –– artikel 26 | 1993-09-01 1995-03-26 | [ 18 ] [ 77 ] | 2004-05-01            | [ 76 ] | 2002-04-01 2021-01-01 | [ 104 ] [ 105 ] |
| Rådets direktiv 2001/51/EG av den 28 juni 2001 om komplettering av bestämmelserna i artikel 26 i konventionen om tillämpning av Schengenavtalet av den 14 juni 1985                                                                                              | 2001-08-09 2003-02-11 |               | 2004-05-01            | [ 76 ] | 2002-04-01 2021-01-01 | [ 100 ] [ 105 ] |
| Rådets rambeslut av den 28 november 2002 om förstärkning av den straffrättsliga ramen för att förhindra hjälp till olaglig inresa, transitering och vistelse (2002/946/RIF)                                                                                      | 2002-12-05 2004-12-05 |               | 2004-05-01 2004-12-05 | [ 76 ] | 2002-12-05 2022-01-01 | [ 105 ]         |
| Rådets direktiv 2002/90/EG av den 28 november 2002 om definition av hjälp till olaglig inresa, transitering och vistelse | 2002-12-05 2004-12-05 |               | 2004-05-01 2004-12-05 | [ 76 ] | 2002-12-05 2022-01-01 | [ 105 ]         |
| Förordningen om nätverket av sambandsmän för invandring (förordning (EG) nr 377/2004; förordning (EU) 2019/1240) | 2004-01-05            |               | 2004-05-01            |        | 2004-01-05 2021-01-01 | [ 105 ]         |
| Rådets direktiv 2004/82/EG av den 29 april 2004 om skyldighet för transportörer att lämna uppgifter om passagerare | 2004-09-05 2006-09-05 |               | 2004-09-05 2006-09-05 |        | 2004-09-05 2021-01-01 | [ 105 ]         |

| Upphävda eller överflödiga bestämmelser |                                  |                               |                       |                        |  |  |
| Konvention om tillämpning av Schengenavtalet av den 14 juni 1985 mellan regeringarna i Beneluxstaterna, Förbundsrepubliken Tyskland och Franska republiken om gradvis avskaffande av kontroller vid de gemensamma gränserna (Schengenkonventionen) –– artikel 27 | 1993-09-01 1995-03-26 2004-12-05 | [ 18 ] [ 77 ] [ 106 ] [ 107 ] | 2004-05-01 2004-12-05 | [ 76 ] [ 106 ] [ 107 ] |  |  |

| Upphävda eller överflödiga bestämmelser |                                  |                              |  |  |  |  |
| Konvention om tillämpning av Schengenavtalet av den 14 juni 1985 mellan regeringarna i Beneluxstaterna, Förbundsrepubliken Tyskland och Franska republiken om gradvis avskaffande av kontroller vid de gemensamma gränserna (Schengenkonventionen) –– artiklarna 28–38 | 1993-09-01 1995-03-26 1997-09-01 | [ 18 ] [ 77 ] [ 19 ] [ 108 ] |  |  |  |  |

| Konvention om tillämpning av Schengenavtalet av den 14 juni 1985 mellan regeringarna i Beneluxstaterna, Förbundsrepubliken Tyskland och Franska republiken om gradvis avskaffande av kontroller vid de gemensamma gränserna (Schengenkonventionen) –– artiklarna 39, 44, 46 och 47, utom artiklarna 47.2 c och 47.4 | 1993-09-01 1995-03-26 | [ 18 ] [ 77 ] | 2004-05-01            | [ 76 ] | 2002-04-01 2021-01-01 | [ 104 ] [ 105 ] |
| Konvention om tillämpning av Schengenavtalet av den 14 juni 1985 mellan regeringarna i Beneluxstaterna, Förbundsrepubliken Tyskland och Franska republiken om gradvis avskaffande av kontroller vid de gemensamma gränserna (Schengenkonventionen) –– artiklarna 40–43                                              | 1993-09-01 1995-03-26 | [ 18 ] [ 77 ] | 2004-05-01            | [ 78 ] |                       |                 |
| Konvention om tillämpning av Schengenavtalet av den 14 juni 1985 mellan regeringarna i Beneluxstaterna, Förbundsrepubliken Tyskland och Franska republiken om gradvis avskaffande av kontroller vid de gemensamma gränserna (Schengenkonventionen) –– artiklarna 45 och 47.2 c                                      | 1993-09-01 1995-03-26 | [ 18 ] [ 77 ] | 2004-05-01            | [ 76 ] |                       |                 |
| Verkställande kommitténs beslut av den 16 december 1998 om gränsöverskridande polissamarbete för att förhindra och upptäcka brottsliga handlingar (SCH/Com-ex (98) 51 rev 3) | 1998-12-16            |               | 2004-05-01            | [ 76 ] |                       |                 |
| Verkställande kommitténs beslut av den 28 april 1999 om Schengens regelverk när det gäller telekommunikationer (SCH/Com-ex (99) 6) | 1998-12-16            |               | 2004-05-01            | [ 76 ] | 2002-04-01 2021-01-01 | [ 104 ] [ 105 ] |
| Verkställande kommitténs beslut av den 28 april 1999 om förbättring av polissamarbetet för att förhindra och upptäcka brottsliga handlingar (SCH/Com-ex (99) 18) | 1999-04-28            |               | 2004-05-01            | [ 76 ] | 2002-04-01 2021-01-01 | [ 104 ] [ 105 ] |
| Rådets beslut av den 28 september 2000 om inrättande av ett förfarande för ändring av artikel 40.4 och 40.5, artikel 41.7 och artikel 65.2 i konventionen om tillämpning av Schengenavtalet av den 14 juni 1985 om gradvis avskaffande av kontroller vid de gemensamma gränserna (2000/586/RIF)                     | 2000-10-04            |               | 2004-05-01            | [ 76 ] | 2002-04-01            | [ 100 ]         |
| Rådets beslut 2003/170/RIF av den 27 februari 2003 om gemensamt utnyttjande av sambandsmän som är utsända av medlemsstaternas brottsbekämpande organ | 2003-03-26            |               | 2004-05-01            |        | 2003-03-26 2021-01-01 | [ 105 ]         |
| Europaparlamentets och rådets förordning (EU) 2020/493 av den 30 mars 2020 om systemet för falska och äkta handlingar online (Fado) och om upphävande av rådets gemensamma åtgärd 98/700/RIF | 2020-04-26            |               | 2020-04-26            |        | 2002-04-01 2021-01-01 | [ 105 ]         |
| Europaparlamentets och rådets direktiv (EU) 2023/977 av den 10 maj 2023 om informationsutbyte mellan medlemsstaternas brottsbekämpande myndigheter och om upphävande av rådets rambeslut 2006/960/RIF | 2023-06-11 2024-12-12 |               | 2023-06-11 2024-12-12 |        | 2023-06-11 2024-12-12 |                 |

| Upphävda eller överflödiga bestämmelser |                                  |                       |                                  |                |                                  |                 |
| Konvention om tillämpning av Schengenavtalet av den 14 juni 1985 mellan regeringarna i Beneluxstaterna, Förbundsrepubliken Tyskland och Franska republiken om gradvis avskaffande av kontroller vid de gemensamma gränserna (Schengenkonventionen) –– artikel 47.4 | 1993-09-01 1995-03-26 2004-12-05 | [ 18 ] [ 77 ] [ 109 ] | 2004-05-01 2004-12-05            | [ 76 ] [ 109 ] |                                  |                 |
| Verkställande kommitténs beslut av den 16 december 1998 om handboken om gränsöverskridande polissamarbete (SCH/Com-ex (98) 52) | 1998-12-16 2016-02-22            | [ 110 ]               | 2004-05-01 2016-02-22            | [ 76 ] [ 110 ] | 2002-04-01 2016-02-22            | [ 104 ] [ 105 ] |
| Verkställande kommitténs beslut av den 28 april 1999 om kontaktpersoner (SCH/Com-ex (99) 7 rev 2) | 1999-04-28 2016-02-22            | [ 110 ]               | 2004-05-01 2016-02-22            | [ 76 ] [ 110 ] |                                  |                 |
| Verkställande kommitténs beslut av den 28 april 1999 om avtal om samarbete i samband med förfaranden avseende vägtrafikbrott (SCH/Com-ex (99) 11 rev 2) | 1998-06-23 2016-02-22            | [ 110 ]               |                                  |                |                                  |                 |
| Rådets rambeslut 2006/960/RIF av den 18 december 2006 om förenklat informations- och underrättelseutbyte mellan de brottsbekämpande myndigheterna i Europeiska unionens medlemsstater                                                                              | 2006-12-30 2008-12-19 2024-12-12 | [ 111 ]               | 2006-12-30 2008-12-19 2024-12-12 | [ 111 ]        | 2006-12-30 2021-01-01 2024-12-12 | [ 105 ] [ 111 ] |

| Konvention om tillämpning av Schengenavtalet av den 14 juni 1985 mellan regeringarna i Beneluxstaterna, Förbundsrepubliken Tyskland och Franska republiken om gradvis avskaffande av kontroller vid de gemensamma gränserna (Schengenkonventionen) –– artiklarna 48, 49 b–f, 51, 54–58 och 67–69 | 1993-09-01 1995-03-26 | [ 18 ] [ 77 ] | 2004-05-01 | [ 76 ] | 2002-04-01 2021-01-01 | [ 104 ] [ 105 ] |
| Konvention, upprättad av rådet på grundval av artikel 34 i Fördraget om Europeiska unionen, om ömsesidig rättslig hjälp i brottmål mellan Europeiska unionens medlemsstater –– artiklarna 1, 3, 5–7, 12, 15, 16 och 23 (i den mån de berör artikel 12)                                           | 2005-08-23            |               | 2005-08-23 |        | 2002-12-05 2021-01-01 | [ 104 ] [ 105 ] |
| Protokoll upprättat av rådet i enlighet med artikel 34 i Fördraget om Europeiska unionen, till konventionen om ömsesidig rättslig hjälp i brottmål mellan Europeiska unionens medlemsstater –– artikel 8                                                                                         | 2005-10-05            |               | 2005-10-05 |        | 2002-12-05 2021-01-01 | [ 104 ] [ 105 ] |

| Upphävda eller överflödiga bestämmelser |                                  |                       |                       |                |  |  |
| Konvention om tillämpning av Schengenavtalet av den 14 juni 1985 mellan regeringarna i Beneluxstaterna, Förbundsrepubliken Tyskland och Franska republiken om gradvis avskaffande av kontroller vid de gemensamma gränserna (Schengenkonventionen) –– artiklarna 49 a och 52–53 | 1993-09-01 1995-03-26 2005-08-23 | [ 18 ] [ 77 ] [ 114 ] | 2004-05-01 2005-08-23 | [ 76 ] [ 114 ] |  |  |
| Konvention om tillämpning av Schengenavtalet av den 14 juni 1985 mellan regeringarna i Beneluxstaterna, Förbundsrepubliken Tyskland och Franska republiken om gradvis avskaffande av kontroller vid de gemensamma gränserna (Schengenkonventionen) –– artikel 50                | 1993-09-01 1995-03-26 2005-10-05 | [ 18 ] [ 77 ] [ 115 ] | 2004-05-01 2005-10-05 | [ 76 ] [ 115 ] |  |  |
| Konvention om tillämpning av Schengenavtalet av den 14 juni 1985 mellan regeringarna i Beneluxstaterna, Förbundsrepubliken Tyskland och Franska republiken om gradvis avskaffande av kontroller vid de gemensamma gränserna (Schengenkonventionen) –– artiklarna 59 och 61–66   | 1993-09-01 1995-03-26 2004-01-01 | [ 18 ] [ 77 ] [ 116 ] |                       |                |  |  |
| Konvention om tillämpning av Schengenavtalet av den 14 juni 1985 mellan regeringarna i Beneluxstaterna, Förbundsrepubliken Tyskland och Franska republiken om gradvis avskaffande av kontroller vid de gemensamma gränserna (Schengenkonventionen) –– artikel 60                | 1993-09-01 1995-03-26 1999-05-01 | [ 18 ] [ 77 ] [ 74 ]  |                       |                |  |  |
| Konvention upprättad på grundval av artikel K.3 i fördraget om Europeiska unionen om ett förenklat förfarande för utlämning mellan Europeiska unionens medlemsstater | 2004-01-01                       | [ 117 ] [ 116 ]       |                       |                |  |  |
| Konvention upprättad på grundval av artikel K 3 i Fördraget om Europeiska unionen om utlämning mellan Europeiska unionens medlemsstater –– artiklarna 1–2, 6, 8–9 och 13 | 2004-01-01                       | [ 117 ] [ 116 ]       |                       |                |  |  |

| Konvention om tillämpning av Schengenavtalet av den 14 juni 1985 mellan regeringarna i Beneluxstaterna, Förbundsrepubliken Tyskland och Franska republiken om gradvis avskaffande av kontroller vid de gemensamma gränserna (Schengenkonventionen) –– artiklarna 71–72 och 75–76 | 1993-09-01 1995-03-26 | [ 18 ] [ 77 ] | 2004-05-01 | [ 76 ] | 2002-04-01 2021-01-01 | [ 104 ] [ 118 ] |
| Verkställande kommitténs beslut av den 22 december 1994 om intyg enligt artikel 75 för transport av narkotika och psykotropa ämnen (SCH/Com-ex (94) 28 rev) | 1994-12-22 1995-03-26 | [ 77 ]        | 2004-05-01 | [ 76 ] | 2002-04-01 2022-01-01 | [ 104 ] [ 118 ] |
| Centralgruppens beslut av den 22 mars 1999 om allmänna principer för ersättning till uppgiftslämnare och infiltratörer (SCH/C (99) 25) | 1999-03-22            |               | 2004-05-01 | [ 76 ] |                       |                 |
| Verkställande kommitténs beslut av den 28 april 1999 om narkotikasituationen (SCH/Com-ex (99) 1 rev 2) | 1999-04-28            |               | 2004-05-01 | [ 76 ] |                       |                 |
| Verkställande kommitténs beslut av den 28 april 1999 om allmänna principer för ersättning till uppgiftslämnare och infiltratörer (SCH/Com-ex (99) 8 rev 2) | 1999-04-28            |               | 2004-05-01 | [ 76 ] | 2002-04-01 2021-01-01 | [ 104 ] [ 118 ] |

| Upphävda eller överflödiga bestämmelser |                                  |                       |                       |                |                       |                 |
| Konvention om tillämpning av Schengenavtalet av den 14 juni 1985 mellan regeringarna i Beneluxstaterna, Förbundsrepubliken Tyskland och Franska republiken om gradvis avskaffande av kontroller vid de gemensamma gränserna (Schengenkonventionen) –– artiklarna 70 och 74 | 1993-09-01 1995-03-26 1999-05-01 | [ 18 ] [ 77 ] [ 74 ]  |                       |                |                       |                 |
| Konvention om tillämpning av Schengenavtalet av den 14 juni 1985 mellan regeringarna i Beneluxstaterna, Förbundsrepubliken Tyskland och Franska republiken om gradvis avskaffande av kontroller vid de gemensamma gränserna (Schengenkonventionen) –– artikel 73           | 1993-09-01 1995-03-26 2005-08-23 | [ 18 ] [ 77 ] [ 114 ] | 2004-05-01 2005-08-23 | [ 76 ] [ 114 ] |                       |                 |
| Verkställande kommitténs beslut av den 14 december 1993 om förbättring av det praktiska rättsliga samarbetet för att bekämpa narkotikahandel (SCH/Com-ex (93) 14) | 1993-12-14 1995-03-26 2016-02-22 | [ 77 ] [ 110 ]        | 2004-05-01 2016-02-22 | [ 76 ] [ 110 ] | 2002-04-01 2016-02-22 | [ 104 ] [ 105 ] |

| Konvention om tillämpning av Schengenavtalet av den 14 juni 1985 mellan regeringarna i Beneluxstaterna, Förbundsrepubliken Tyskland och Franska republiken om gradvis avskaffande av kontroller vid de gemensamma gränserna (Schengenkonventionen) –– artiklarna 82 och 91 | 1993-09-01 1995-03-26 | [ 18 ] [ 77 ] | 2004-05-01 | [ 76 ] |                       |  |
| Vapendirektivet (direktiv 91/477/EEG; direktiv (EU) 2021/555) | 1991-10-17 1993-01-01 |               | 2004-05-01 |        | 1991-10-17 1993-01-01 |  |
| Verkställande kommitténs beslut av den 28 april 1999 om olaglig handel med vapen (SCH/Com-ex (99) 10) | 1999-04-28            |               | 2004-05-01 | [ 76 ] |                       |  |

| Upphävda eller överflödiga bestämmelser |                                  |                       |  |  |  |  |
| Konvention om tillämpning av Schengenavtalet av den 14 juni 1985 mellan regeringarna i Beneluxstaterna, Förbundsrepubliken Tyskland och Franska republiken om gradvis avskaffande av kontroller vid de gemensamma gränserna (Schengenkonventionen) –– artiklarna 77–81 och 83–90 | 1993-09-01 1995-03-26 1999-05-01 | [ 18 ] [ 77 ] [ 120 ] |  |  |  |  |

| Verkställande kommitténs beslut av den 23 juni 1998 om en uppsamlingsbestämmelse som skall omfatta Schengens hela tekniska regelverk (SCH/Com-ex (98) 29 rev) | 1998-06-23            |         | 2004-05-01            | [ 78 ] |                       |                 |
| Rådets beslut av den 27 mars 2000 om upprättande av en budgetförordning för budgetaspekterna på rådets ställföreträdande generalsekreterares förvaltning av de avtal som ingås i dennes namn, på vissa medlemsstaters vägnar, om installation och drift av kommunikationsinfrastrukturen för Schengensammanhang (Sisnet) (2000/265/EG)                                                          | 2000-03-27            |         | 2004-05-01            | [ 78 ] | 2002-04-01            | [ 121 ]         |
| Schengenkodexen (förordning (EG) nr 562/2006; förordning (EU) 2016/399) –– artikel 6.5 a och de bestämmelser som berör SIS i avdelning II med tillhörande bilagor | 2006-10-13            |         | 2006-10-13            | [ 78 ] |                       |                 |
| Europaparlamentets och rådets förordning (EU) 2018/1861 av den 28 november 2018 om inrättande, drift och användning av Schengens informationssystem (SIS) på området in- och utresekontroller, om ändring av konventionen om tillämpning av Schengenavtalet och om ändring och upphävande av förordning (EG) nr 1987/2006                                                                       | 2018-12-27 2023-03-07 | [ 101 ] | 2018-12-27 2023-07-25 | [ 48 ] |                       |                 |
| Europaparlamentets och rådets förordning (EU) 2018/1862 av den 28 november 2018 om inrättande, drift och användning av Schengens informationssystem (SIS) på området polissamarbete och straffrättsligt samarbete, om ändring och upphävande av rådets beslut 2007/533/RIF och om upphävande av Europaparlamentets och rådets förordning (EG) nr 1986/2006 och kommissionens beslut 2010/261/EU | 2018-12-27 2023-03-07 | [ 101 ] | 2018-12-27 2023-07-25 | [ 48 ] | 2018-12-27 2023-03-07 | [ 105 ] [ 101 ] |

| Upphävda eller överflödiga bestämmelser |                                  |                                         |                                  |                                 |                                  |                 |
| Konvention om tillämpning av Schengenavtalet av den 14 juni 1985 mellan regeringarna i Beneluxstaterna, Förbundsrepubliken Tyskland och Franska republiken om gradvis avskaffande av kontroller vid de gemensamma gränserna (Schengenkonventionen) –– artikel 25                                                            | 1993-09-01 1995-03-26 2023-03-07 | [ 18 ] [ 77 ] [ 101 ]                   | 2004-05-01 2023-03-07            | [ 78 ] [ 101 ]                  |                                  |                 |
| Konvention om tillämpning av Schengenavtalet av den 14 juni 1985 mellan regeringarna i Beneluxstaterna, Förbundsrepubliken Tyskland och Franska republiken om gradvis avskaffande av kontroller vid de gemensamma gränserna (Schengenkonventionen) –– artiklarna 92–119                                                     | 1993-09-01 1995-03-26 2013-04-09 | [ 18 ] [ 77 ] [ 122 ] [ 123 ] [ 124 ]   | 2004-05-01 2013-04-09            | [ 125 ] [ 122 ] [ 123 ] [ 124 ] |                                  |                 |
| Verkställande kommitténs beslut av den 14 december 1993 om finansiella bestämmelser om anläggnings- och driftskostnader för Schengens informationssystem (C.SIS) (SCH/Com-ex (93) 16) | 1993-12-14 2013-04-09            | [ 122 ] [ 123 ]                         | 2004-05-01 2013-04-09            | [ 122 ] [ 123 ]                 |                                  |                 |
| Verkställande kommitténs beslut av den 25 april 1997 om tilldelning av kontrakt för den preliminära undersökningen av SIS II (SCH/Com-ex (97) 2 rev 2) | 1997-04-25 2013-04-09            | [ 123 ]                                 | 2004-05-01 2013-04-09            | [ 123 ]                         |                                  |                 |
| Verkställande kommitténs beslut av den 7 oktober 1997 om Norges och Islands andel av anläggnings- och driftskostnaderna för C.SIS (SCH/Com-ex (97) 18) | 1997-10-07 2013-04-09            | [ 122 ] [ 123 ]                         | 2004-05-01 2013-04-09            | [ 122 ] [ 123 ]                 |                                  |                 |
| Verkställande kommitténs beslut av den 7 oktober 1997 om utvecklingen av SIS (SCH/Com-ex (97) 24) | 1997-10-07 2013-04-09            | [ 122 ] [ 123 ]                         | 2004-05-01 2013-04-09            | [ 122 ] [ 123 ]                 |                                  |                 |
| Verkställande kommitténs beslut av den 15 december 1997 om ändring av de finansiella bestämmelserna för C.SIS (SCH/Com-ex (97) 35) | 1997-12-15 2013-04-09            | [ 122 ] [ 123 ]                         | 2004-05-01 2013-04-09            | [ 122 ] [ 123 ]                 |                                  |                 |
| Verkställande kommitténs beslut av den 21 april 1998 om C.SIS med 15/18 anslutna stater (SCH/Com-ex (98) 11) | 1998-04-21 2013-04-09            | [ 122 ] [ 123 ]                         | 2004-05-01 2013-04-09            | [ 122 ] [ 123 ]                 |                                  |                 |
| Verkställande kommitténs beslut av den 28 april 1999 om budgeten för Helpdesk 1999 (SCH/Com-ex (99) 3) | 1999-04-28                       |                                         | 2004-05-01                       |                                 |                                  |                 |
| Verkställande kommitténs beslut av den 28 april 1999 om kostnader för inrättande av C.SIS (SCH/Com-ex (99) 4) | 1999-04-28 2013-04-09            | [ 122 ] [ 123 ]                         | 2004-05-01 2013-04-09            | [ 122 ] [ 123 ]                 |                                  |                 |
| Verkställande kommitténs beslut av den 28 april 1999 om uppdateringen av Sirene-handboken (SCH/Com-ex (99) 5) | 1999-04-28 2013-04-09            | [ 122 ] [ 123 ]                         | 2004-05-01 2013-04-09            | [ 122 ] [ 123 ]                 |                                  |                 |
| Rådets beslut av den 3 maj 1999 om att upprätta en budgetförordning för budgetaspekterna på rådets generalsekreterares förvaltning av de avtal som ingås av denne såsom företrädare för vissa medlemsstater, om installation och drift av förvaltningsenhetens ”Help Desk Server” och av Sirene-nätet steg II (1999/323/EG) | 1999-05-03 2003-11-27            | [ 126 ]                                 |                                  |                                 | 2002-04-01 2003-11-27            | [ 121 ] [ 126 ] |
| Rådets förordning (EG) nr 2424/2001 av den 6 december 2001 om utvecklingen av andra generationen av Schengens informationssystem (SIS II) | 2001-12-14 2009-01-01            | [ 127 ]                                 | 2004-05-01 2009-01-01            | [ 76 ] [ 127 ]                  | 2002-04-01 2009-01-01            | [ 121 ] [ 127 ] |
| Rådets beslut av den 6 december 2001 om utvecklingen av andra generationen av Schengens informationssystem (SIS II) (2001/886/RIF) | 2001-12-14 2009-01-01            | [ 128 ]                                 | 2004-05-01 2009-01-01            | [ 76 ] [ 128 ]                  | 2002-04-01 2009-01-01            | [ 121 ] [ 128 ] |
| Rådets förordning (EG) nr 378/2004 av den 19 februari 2004 om förfarandet för ändring av Sirenehandboken | 2004-03-03 2007-01-17            | [ 122 ]                                 | 2004-05-01 2007-01-17            | [ 122 ]                         | 2004-03-03 2007-01-17            | [ 122 ]         |
| Rådets beslut 2004/201/RIF av den 19 februari 2004 om förfarandet för ändring av Sirenehandboken | 2004-03-03 2013-04-09            | [ 123 ]                                 | 2004-05-01 2013-04-09            | [ 123 ]                         | 2004-03-03 2013-04-09            | [ 123 ]         |
| Rådets förordning (EG) nr 871/2004 av den 29 april 2004 om införande av ett antal nya funktioner för Schengens informationssystem bland annat i kampen mot terrorism | 2004-05-20 2006-11-01 2007-01-17 | [ 129 ] [ 122 ]                         | 2004-05-20 2007-01-17            | [ 122 ]                         |                                  |                 |
| Rådets beslut 2005/211/RIF av den 24 februari 2005 om införande av ett antal nya funktioner för Schengens informationssystem, bland annat i kampen mot terrorism | 2005-02-24 2006-01-01 2013-04-09 | [ 130 ] [ 131 ] [ 132 ] [ 133 ] [ 123 ] | 2005-02-24 2013-04-09            | [ 78 ] [ 123 ]                  | 2005-02-24 2013-04-09            |                 |
| Europaparlamentets och rådets förordning (EG) nr 1986/2006 av den 20 december 2006 om tillträde till andra generationen av Schengens informationssystem (SIS II) för de enheter i medlemsstaterna som ansvarar för att utfärda registreringsbevis för fordon                                                                | 2007-01-17 2013-04-09 2023-03-07 | [ 134 ] [ 101 ]                         | 2007-01-17 2023-03-07            | [ 101 ]                         |                                  |                 |
| Europaparlamentets och rådets förordning (EG) nr 1987/2006 av den 20 december 2006 om inrättande, drift och användning av andra generationen av Schengens informationssystem (SIS II) | 2007-01-17 2013-04-09 2023-03-07 | [ 101 ]                                 | 2007-01-17 2013-04-09 2023-03-07 | [ 135 ] [ 101 ]                 |                                  |                 |
| Rådets beslut 2007/533/RIF av den 12 juni 2007 om inrättande, drift och användning av andra generationen av Schengens informationssystem (SIS II) | 2007-08-27 2013-04-09 2023-03-07 | [ 136 ] [ 101 ]                         | 2007-01-17 2023-03-07            | [ 101 ]                         | 2007-08-27 2021-01-01 2023-03-07 | [ 105 ] [ 101 ] |
| Rådets förordning (EG) nr 189/2008 av den 18 februari 2008 om testerna rörande andra generationen av Schengens informationssystem (SIS II) | 2008-03-04 2016-02-22            | [ 82 ]                                  | 2008-03-04 2016-02-22            | [ 82 ]                          |                                  |                 |
| Rådets beslut av den 18 februari 2008 om testerna av andra generationen av Schengens informationssystem (SIS II) (2008/173/EG) | 2008-03-04 2016-02-22            | [ 110 ]                                 | 2008-03-04 2016-02-22            | [ 110 ]                         | 2008-03-04 2016-02-22            | [ 110 ]         |
| Rådets beslut 2008/839/RIF av den 24 oktober 2008 om migrering från Schengens informationssystem (SIS 1+) till andra generationen av Schengens informationssystem (SIS II) | 2008-11-11 2012-12-30            | [ 137 ]                                 | 2008-11-11 2012-12-30            | [ 137 ]                         | 2008-11-11 2012-12-30            | [ 137 ]         |
| Rådets förordning (EG) nr 1104/2008 av den 24 oktober 2008 om migrering från Schengens informationssystem (SIS 1 +) till andra generationen av Schengens informationssystem (SIS II) | 2008-11-11 2012-12-30            | [ 138 ]                                 | 2008-11-11 2012-12-30            | [ 138 ]                         |                                  |                 |
| Rådets förordning (EU) nr 1272/2012 av den 20 december 2012 om migrering från Schengens informationssystem (SIS 1+) till andra generationen av Schengens informationssystem (SIS II) | 2012-12-30                       |                                         | 2012-12-30                       |                                 | 2012-12-30                       |                 |
| Rådets förordning (EU) nr 1273/2012 av den 20 december 2012 om migrering från Schengens informationssystem (SIS 1+) till andra generationen av Schengens informationssystem (SIS II) | 2012-12-30                       |                                         | 2012-12-30                       |                                 |                                  |                 |

| Upphävda eller överflödiga bestämmelser |                                  |                      |  |  |  |  |
| Konvention om tillämpning av Schengenavtalet av den 14 juni 1985 mellan regeringarna i Beneluxstaterna, Förbundsrepubliken Tyskland och Franska republiken om gradvis avskaffande av kontroller vid de gemensamma gränserna (Schengenkonventionen) –– artiklarna 120–125 | 1993-09-01 1995-03-26 1999-05-01 | [ 18 ] [ 77 ] [ 74 ] |  |  |  |  |

| Konvention om tillämpning av Schengenavtalet av den 14 juni 1985 mellan regeringarna i Beneluxstaterna, Förbundsrepubliken Tyskland och Franska republiken om gradvis avskaffande av kontroller vid de gemensamma gränserna (Schengenkonventionen) –– artiklarna 126–130 | 1993-09-01 1995-03-26 | [ 18 ] [ 77 ] | 2004-05-01            | [ 76 ] | 2002-04-01 2021-01-01 | [ 104 ] [ 105 ] |
| Europaparlamentets och rådets direktiv (EU) 2016/680 av den 27 april 2016 om skydd för fysiska personer med avseende på behöriga myndigheters behandling av personuppgifter för att förebygga, förhindra, utreda, avslöja eller lagföra brott eller verkställa straffrättsliga påföljder, och det fria flödet av sådana uppgifter och om upphävande av rådets rambeslut 2008/977/RIF | 2016-05-05 2018-05-06 |               | 2016-05-05 2018-05-06 |        | 2016-05-05 2021-01-01 | [ 105 ]         |

| Upphävda eller överflödiga bestämmelser |                                  |         |                                  |         |                       |         |
| Rådets rambeslut 2008/977/RIF av den 27 november 2008 om skydd av personuppgifter som behandlas inom ramen för polissamarbete och straffrättsligt samarbete | 2009-01-19 2010-11-27 2018-05-06 | [ 118 ] | 2009-01-19 2010-11-27 2018-05-06 | [ 118 ] | 2009-01-19 2018-05-06 | [ 118 ] |

| Förordningen om Europeiska unionens byrå för den operativa förvaltningen av stora it-system inom området frihet, säkerhet och rättvisa (förordning (EU) nr 1077/2011; förordning (EU) 2018/1726) | 2011-11-21 2012-12-01 |  | 2011-11-21 2012-12-01 |  | 2012-12-12 | [ 139 ] [ 140 ] |
| Europaparlamentets och rådets förordning (EU) 2019/817 av den 20 maj 2019 om inrättande av en ram för interoperabilitet mellan EU-informationssystem på området gränser och viseringar, och om ändring av Europaparlamentets och rådets förordningar (EG) nr 767/2008, (EU) 2016/399, (EU) 2017/2226, (EU) 2018/1240, (EU) 2018/1726 och (EU) 2018/1861 samt rådets beslut 2004/512/EG och 2008/633/RIF | 2019-06-11            |  | 2019-06-11            |  |            |                 |
| Europaparlamentets och rådets förordning (EU) 2019/818 av den 20 maj 2019 om inrättande av en ram för interoperabilitet mellan EU-informationssystem på området polissamarbete och straffrättsligt samarbete, asyl och migration och om ändring av förordningarna (EU) 2018/1726, (EU) 2018/1862 och (EU) 2019/816                                                                                      | 2019-06-11            |  | 2019-06-11            |  |            |                 |

| Förordningen om utvärderings- och övervakningsmekanismen för att kontrollera tillämpningen av Schengenregelverket (förordning (EU) nr 1053/2013; förordning (EU) 2022/922) | 2013-11-26 |  | 2013-11-26 |  | 2013-11-26 2021-01-01 | [ 105 ] |

| Upphävda eller överflödiga bestämmelser |                       |         |                       |                |                       |                 |
| Verkställande kommitténs beslut av den 16 september 1998 om inrättande av Ständiga kommittén för genomförande av Schengenkonventionen (SCH/Com-ex (98) 26 slutlig) | 1998-09-16 2013-11-26 | [ 141 ] | 2004-05-01 2013-11-26 | [ 76 ] [ 141 ] | 2002-04-01 2013-11-26 | [ 104 ] [ 141 ] |

| Rådets beslut av den 1 maj 1999 om fastställande av närmare föreskrifter för Schengensekretariatets införlivande med rådets generalsekretariat (1999/307/EG) | 1999-05-01 |  | 2004-05-01 | [ 76 ] |  |  |

| Upphävda eller överflödiga bestämmelser |                                  |                      |  |  |  |  |
| Konvention om tillämpning av Schengenavtalet av den 14 juni 1985 mellan regeringarna i Beneluxstaterna, Förbundsrepubliken Tyskland och Franska republiken om gradvis avskaffande av kontroller vid de gemensamma gränserna (Schengenkonventionen) –– artiklarna 131–135, 137 och 139–142 | 1993-09-01 1995-03-26 1999-05-01 | [ 18 ] [ 77 ] [ 74 ] |  |  |  |  |
| Verkställande kommitténs beslut av den 14 december 1993 om sekretess när det gäller vissa dokument (SCH/Com-ex (93) 22 rev) | 1993-12-14 2004-01-09            | [ 18 ] [ 142 ]       |  |  |  |  |
| Verkställande kommitténs beslut av den 23 juni 1998 om sekretess när det gäller vissa dokument (SCH/Com-ex (98) 17) | 1998-06-23 2004-01-09            | [ 18 ] [ 142 ]       |  |  |  |  |

| Konvention om tillämpning av Schengenavtalet av den 14 juni 1985 mellan regeringarna i Beneluxstaterna, Förbundsrepubliken Tyskland och Franska republiken om gradvis avskaffande av kontroller vid de gemensamma gränserna (Schengenkonventionen) –– artikel 138                                                                           | 1993-09-01 1995-03-26 | [ 18 ] [ 77 ] |            |        |  |  |
| Verkställande kommitténs beslut av den 14 december 1993 om ministrarnas och statssekreterarnas förklaringar (SCH/Com-ex (93) 10) | 1993-12-14            |               | 2004-05-01 | [ 76 ] |  |  |
| Verkställande kommitténs beslut av den 22 december 1994 om ikraftsättande av konventionen om tillämpning av Schengen av den 19 juni 1990 (SCH/Com-ex (94) 29 rev 2) | 1994-12-22            |               | 2004-05-01 | [ 76 ] |  |  |
| Rådets beslut av den 17 maj 1999 om vissa tillämpningsföreskrifter för det avtal som har ingåtts mellan Europeiska unionens råd och Republiken Island och Konungariket Norge om dessa båda staters associering till genomförandet, tillämpningen och utvecklingen av Schengenregelverket (1999/437/EG)                                      | 1999-07-11            |               | 2004-05-01 | [ 76 ] |  |  |
| Rådets beslut av den 20 maj 1999 om fastställande av Schengenregelverket, i enlighet med relevanta bestämmelser i Fördraget om upprättandet av Europeiska gemenskapen och Fördraget om Europeiska unionen, i syfte att besluta om den rättsliga grunden för samtliga de bestämmelser och beslut som utgör Schengenregelverket (1999/435/EG) | 1999-05-20            |               | 2004-05-01 | [ 76 ] |  |  |
| Rådets beslut av den 20 maj 1999 om fastställande, i enlighet med relevanta bestämmelser i Fördraget om upprättandet av Europeiska gemenskapen och Fördraget om Europeiska unionen, av rättslig grund för samtliga bestämmelser och beslut som utgör Schengenregelverket (1999/436/EG)                                                      | 1999-05-20            |               | 2004-05-01 | [ 76 ] |  |  |

## Utvärderings- och övervakningsmekanism

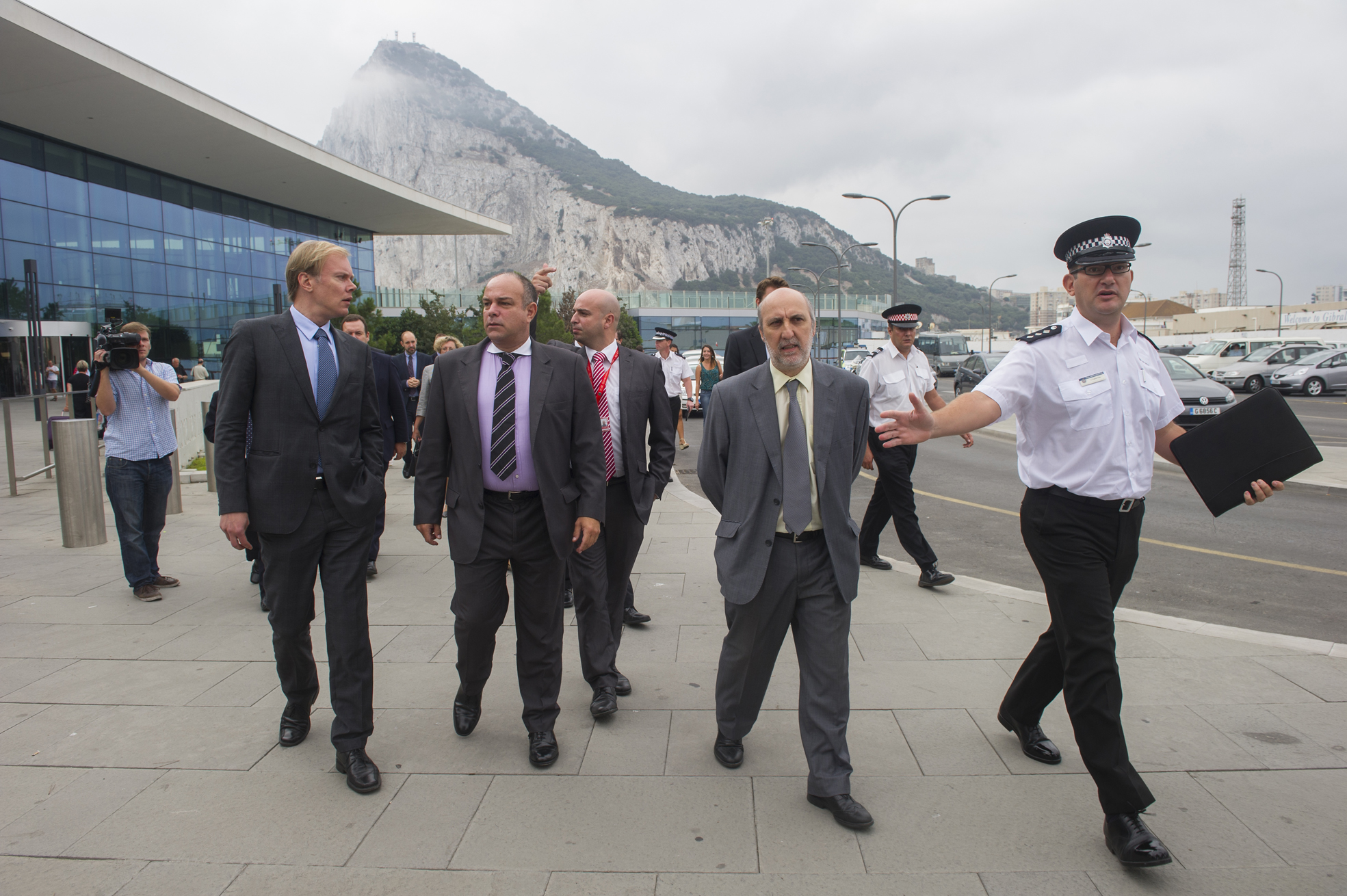
Utvärdering av gränskontrollerna mellan Spanien och Gibraltar under 2013.

Som en del av unionsrätten ansvarar Europeiska kommissionen för att övervaka att Schengenregelverket genomförs och tillämpas korrekt av medlemsstaterna. Kommissionen kan inleda samma typ av överträdelseförfarande som för övriga delar av unionsrätten, med möjlighet att ytterst väcka talan om fördragsbrott vid EU-domstolen mot medlemsstater som inte anses uppfylla sina skyldigheter enligt unionsrätten.
Därutöver finns en särskild utvärderings- och övervakningsmekanism för att kontrollera effektiviteten i den praktiska tillämpningen av Schengenregelverket. Denna mekanism inrättades 2013 av Europeiska unionens råd, och förstärktes ytterligare under 2022, men grundar sig ursprungligen på ett mellanstatligt system för inbördes granskning mellan medlemsstaterna som infördes redan 1998 innan Schengenregelverket införlivades inom unionens ramar. Utvärderings- och övervakningsmekanismen omfattar alla delar av Schengensamarbetet och syftar dels till att kontrollera tillämpningen av Schengenregelverket i de medlemsstater som redan ingår i Schengenområdet, dels till att kontrollera att de nödvändiga villkoren för att få ansluta sig till Schengenområdet uppfylls av de medlemsstater som ännu inte tillämpar alla delar av Schengenregelverket.
Medlemsstaterna och kommissionen ansvarar gemensamt för genomförandet av utvärderings- och övervakningsmekanismen. En övergripande plan för hur utvärderingen och övervakningen av Schengenregelverket ska genomföras tas fram av kommissionen i form av ett flerårigt utvärderingsprogram, som sträcker sig över sju år i taget (tidigare fem år). Alla medlemsstater utvärderas minst en gång under denna period. Utifrån det fleråriga utvärderingsprogrammet antar kommissionen senast den 15 november varje år ett mer specifikt årligt utvärderingsprogram, som preciserar hur utvärderingarna ska gå till. Utvärderingarna kan bestå av dels standardiserade frågeformulär som skickas till de nationella myndigheterna, dels föranmälda eller oanmälda besök av expertgrupper på plats vid till exempel de inre eller yttre gränserna. Medlemsstaterna utser nationella experter till att delta i dessa expertgrupper tillsammans med företrädare för kommissionen; de nationella experterna får dock inte delta i utvärderingar av den medlemsstat som de själva är verksamma i.
Mot bakgrund av svaren på de standardiserade frågeformulären, resultaten av utvärderingsverksamheten och annan information som framkommit under en utvärdering utarbetar den ansvariga expertgruppen en utvärderingsrapport. Kommissionen översänder utkastet till utvärderingsrapport, inklusive utkast till rekommendationer, till den berörda medlemsstaten inom fyra veckor efter att utvärderingsverksamheten har avslutats. Medlemsstaten i fråga har därefter två veckor på sig att komma med synpunkter innan kommissionen antar utvärderingsrapporten senast fyra månader efter att utvärderingsverksamheten har avslutats. Om en medlemsstat invänder mot innehållet i ett utkast till utvärderingsrapport måste kommissionen dock översända utkastet till rådet, som då istället antar utvärderingsrapporten. Inom två månader från antagandet av en utvärderingsrapport måste den berörda medlemsstaten överlämna en handlingsplan till kommissionen och rådet för genomförandet av alla rekommendationer. Om allvarliga brister har påvisats i en utvärderingsrapport har medlemsstaten dock endast en månad på sig att ta fram en handlingsplan. Medlemsstaterna är skyldiga att regelbundet rapportera till kommissionen och rådet om genomförandet av sina handlingsplaner, vanligtvis minst en gång var sjätte månad, till dess att kommissionen anser att en handlingsplan är helt genomförd.
Om allvarliga brister i gränskontrollerna vid de yttre gränserna påvisas i en utvärderingsrapport kan kommissionen rekommendera att den berörda medlemsstaten vidtar vissa specifika åtgärder, såsom utplacering av europeiska gränskontrollenheter genom Frontex. Om en medlemsstat allvarligt försummar sina skyldigheter kan kommissionen även inleda förfarandet för införandet av tillfälliga inre gränskontroller.
I november 2020 avslutades det första fleråriga utvärderingsprogrammet, som sträckte sig över en period av fem år. Mellan 2015 och 2019 hade över 200 utvärderingsbesök genomförts, både i Schengenområdet och i 27 olika tredjeländer (för att utvärdera den gemensamma viseringspolitiken). Kommissionen antog under samma period 198 utvärderingsrapporter och rådet utfärdade mer än 4 500 rekommendationer till medlemsstaterna. Mot bakgrund av sina slutsatser för den första femårsperioden beslutade kommissionen att se över utvärderings- och övervakningsmekanismen med syfte att göra den mer effektiv. Ett förslag till ny förordning presenterades den 2 juni 2021. I maj 2022 presenterade kommissionen sin första årliga rapport om Schengenläget och ett förslag till en ny årlig Schengencykel för att identifiera och åtgärda uppkomna problem inom Schengensamarbetet. För att stärka samordningen och styrningen inom Schengensamarbetet började årliga ”Schengen-forum” mellan ledamöter av Europaparlamentet och medlemsstaternas inrikesministrar att anordnas 2020 under kommissionens ledning. I mars 2022 började även regelbundna ”Schengen-råd” att anordnas i anslutningen till sammanträdena i rådet för rättsliga och inrikes frågor i syfte att diskutera Schengenfrågor på ministernivå mellan Schengenländerna. Den 1 oktober 2022 trädde den nya förordningen om utvärderings- och övervakningsmekanismen i kraft, vilket bland annat gav kommissionen mer långtgående övervakande befogenheter.